# 安卡拉
安卡拉（土耳其語：Ankara，國際音標：[ˈaŋkaɾa] ⓘ），歷史上又稱安塞拉（Ancyra）、安哥拉（Angora），是土耳其共和国的首都，位於小亞細亞安那托利亞高原的中北部，市区人口有450萬。整個安卡拉省則有560萬人口，是僅次於伊斯坦堡的第二大城市。
作為由凱爾特人統領的加拉太地區（公元前280-64年）的首府，以及後來同名的羅馬行省（公元前25年-7世紀）的首府，這座城市充斥著各種哈梯、赫梯、利底亞、佛里幾亞、加拉太、希臘、波斯、羅馬、拜占庭及鄂圖曼遺蹟。在鄂圖曼帝國時期，該城市首先成為安纳托利亚省（1393年至15世紀後期）和安哥拉省（1867年至1922年）的首府。安卡拉的歷史中心是一座高150公尺（約500英尺）的岩石山丘，位於萨卡里亚河的支流安卡拉河左岸。該山上的頂部，有座安卡拉城堡之廢墟。雖然它的外牆幾乎沒有被保留下來，但整個城市仍保存完好的羅馬和鄂圖曼建築，其中最引人注目的，是公元前20年的奧古斯都羅馬神廟，它擁有Ancyranum紀念碑，上密的銘文為奥古斯都神的功业。
1920年4月23日，土耳其大国民议会在安卡拉成立，成為土耳其獨立戰爭期間的總部。在1923年10月29日共和國建立之後，他取代了已經覆亡的鄂圖曼帝國的前首都伊斯坦堡，成為新首都。安卡拉是土耳其的政治中心，但同時，其工商業發達，是土耳其公路、鐵路的交通樞紐。這座城市以從安哥拉兔、長毛安哥拉山羊（馬海毛的來源）和安哥拉貓身上剪下的安哥拉羊毛而得名。該城市還以盛產梨、蜂蜜、和麝香葡萄為名。僅管安卡拉位處土耳其最乾旱的地方之一，且大部分都被草原所覆蓋（南部外圍的森林地區除外），但就人均綠地面積而言，安卡拉仍可以被視為一座生態城市。該城市人均綠地面積為72平方米（775平方英尺）。

## 名稱由來

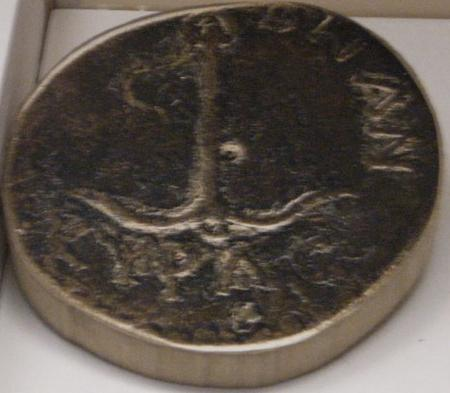
一枚來自羅馬皇帝加里恩努斯時代的Ankyra硬幣，充分說明了安卡拉這個名字來自於錨的傳說。

安卡拉這個名字之拼音隨著時代的更迭而有所變化。目前已知來源從赫梯的宗教中心Ankuwaš，儘管事實上仍具爭議。在古典以及中世紀時，該城市在希臘文中被稱為Ánkyra（Ἄγκυρα，意為「錨」，相傳亞歷山大大帝在公元前33年抵達該城市，一些屬於2世紀的硬幣都有船錨的形象在上），拉丁文則稱之為Ancyra（安塞拉）；該名稱可能也是加拉提亞凱爾特人的名字的變體之一。1073年塞爾柱土耳其人征服了該城市後，該城市在歐洲人中被稱為Angora（安哥拉）；在鄂圖曼土耳其文也被稱為「انگورو」。
至於安卡拉之名的普遍，則是因為1930年3月28日時，土耳其政府要求外國對土耳其城市用語以土耳其文為主，在那天後由郵政部門沒有再把用安哥拉之名的郵件寄往安卡拉，因此安哥拉這個名字現已罕用。然，安哥拉這個名字還是保留不少動物的品種名稱當中，以及美國幾個地方的名稱中（更多請見於此）。

## 歷史
最早在安卡拉發現的遺址可以追溯到舊石器時代。他們在Gavurkale、Ergazi、Lodumlu 和 Maltepe等地區，發現了屬於該時期的相關作品。除此之外他們還在安卡拉的波拉特勒發現公元前3000年的人類聚落。

### 從古代史到拜占庭帝國統治期間

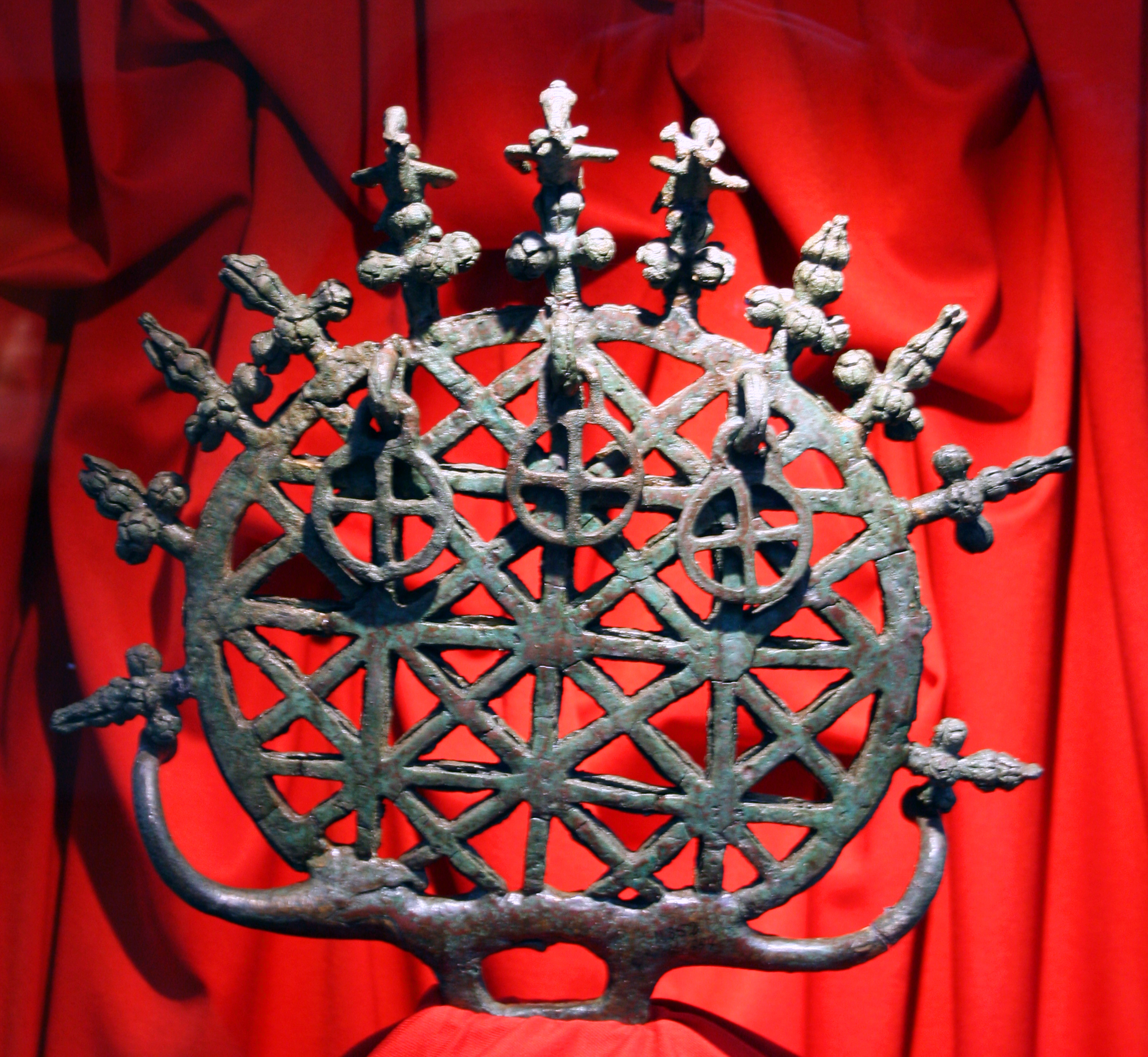
西臺太陽之盤被認為是西臺文明與安卡拉的象徵

西臺人（公元前1660年-前1190年）是一群印歐人，他們透過渡海來到了安納托利亞，不過具體什麼時候遷至安納托利亞，目前仍無法得知。安卡拉及其周邊地區，如Balıkhisar、Ballıkuyumcu、Bitik、Karaoğlan、Gavurkale和Külhöyük的臺形遺址，都存在西臺人的定居點遺跡。青铜时代晚期大崩溃开始后，西臺人势力大概在公元前1200年左右退出该地区，並由弗里吉亚人接替。
公元前1200年左右，該地區的佛里幾亞人迅速地成長起來。佛里幾亞王國的首都戈迪翁城遺址，就在波拉特勒西北29公里處。該城市在佛里幾亞國王迈达斯的統治下（公元前725年-前675年）進入輝煌時期。在安卡拉佛里幾亞時期被建立的Yumurtatepe古墓遺址，被認為是戰略要點，儘管當初建立時，他並不是個重要的居住點。約公元前700年，佛里幾亞人被來自高加索的辛梅里亚人消滅。
在青銅時代末期，與佛里幾亞人一同來到安納托利亞，並在該地區西部生活的呂底亞人，利用佛里幾亞人的滅亡作為契機，佔領了包括今天的安卡拉省在內的克泽尔河地區。他們在公元前7世紀統治了整個安納托利亞，並延續了140年。呂底亞人被認為是發明了硬幣的族群。在呂底亞時期，安納托利亞的貿易業十分發達，並盛產糧食、畜牧業、橄欖油和葡萄酒。日後位於安納托利亞中部主要交通路線上的安卡拉土地也受益於這些發展。與米底人和帕西人並肩作戰的呂底亞人，最終在公元前547年被阿契美尼德帝國皇帝居魯士二世擊敗，並隨後消失在歷史舞台上。
而帕西人從公元前545年開始統治安納托利亞，結束了安納托利亞的希臘文化。公元前五世紀，古希臘旅行家希羅多德曾寫說，用作波斯帝國的軍隊、貿易和郵政線路的波斯御道穿過了安卡拉。該道從以弗所出發，經戈迪翁、安塞拉（即現在的安卡拉）、克泽尔河，再經卡帕多奇亞到奇里乞亞，再從那裡到底格里斯河、幼發拉底河，穿過亞述至蘇薩為止。

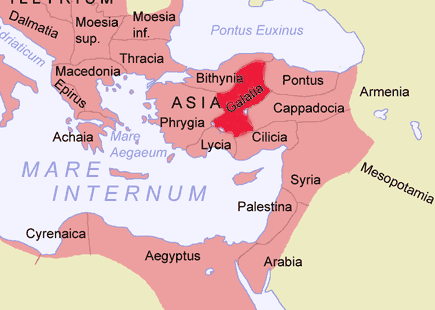
羅馬帝國加拉太省地圖

直到公元前334年時，馬其頓國王亞歷山大大帝征服了原先由阿契美尼德帝國統治的安卡拉省。縱觀其歷史，佛里幾亞人、西臺人、哈梯人、呂底亞人和阿契美尼德人都受到其統治。當時他是加拉太人泰克薩奇之首都，他是公元前三世紀的戰士部落。史特拉波在其著作《地理志》記載說，位於今天的市中心的安卡拉城堡即由他們所建造。後來，有與該地區建立政治聯盟的羅馬皇帝屋大維在公元前25年占領了安卡拉。
當羅馬帝國在西元395年一分為二時，安卡拉成為東羅馬帝國的一部分。然而，東羅馬帝國的統治時不時地會被中斷。871年時，保羅派基督徒曾控制安卡拉長達一年。但每次在被擊退之後，東羅馬帝國都會再次奪回這座城市並重新控制他。

### 賽爾柱、鄂圖曼時期

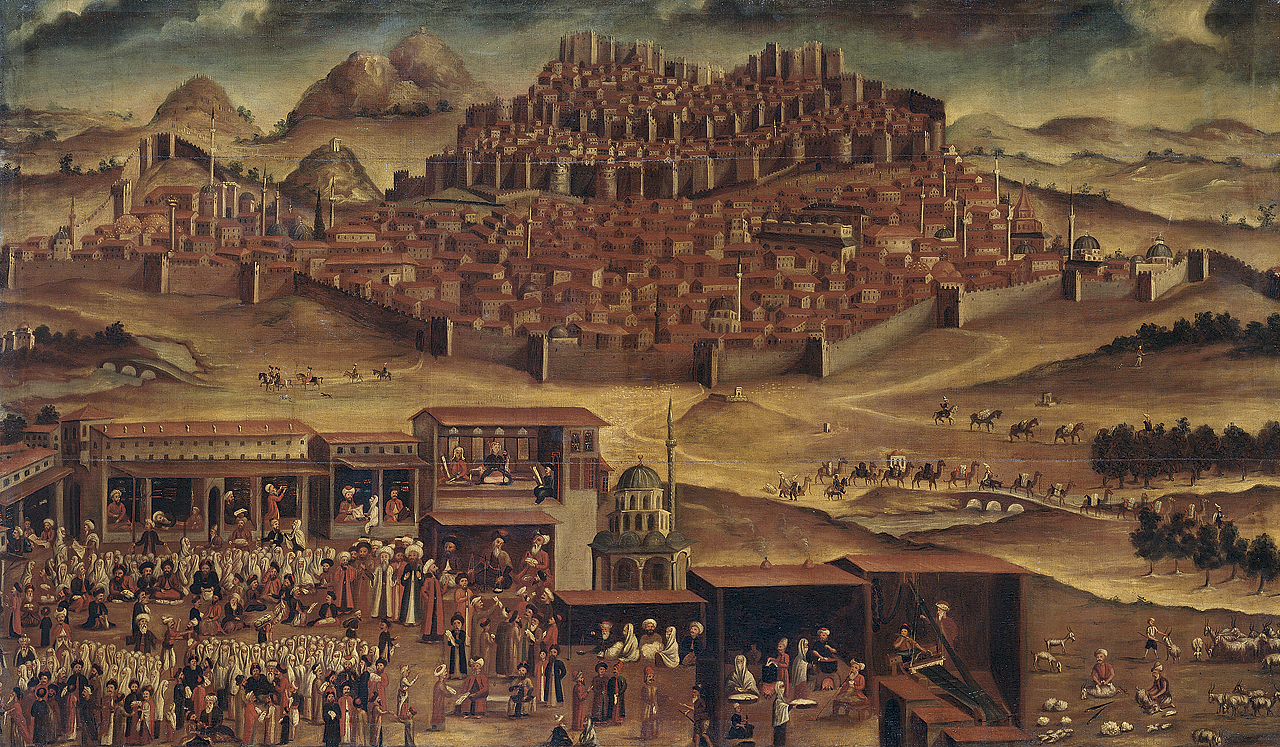
一幅18世紀的安卡拉畫作。該匿名畫作現收藏在荷蘭國立博物館

據說1071-73年之間，安卡拉的城防堅固到得以抵抗突厥人的入侵，直到被阿圖克貝伊與達尼什曼德加齊佔領為止。塞尔柱帝国恰好也在1073年正式佔領安卡拉。12-13世紀期間，在歷代塞爾柱帝國蘇丹的努力下，安卡拉在過境貿易中發展起來，其相對的自治權，於1304年首先隸屬於阿赫兄弟會，然後再隸屬鄂圖曼帝國。在此期間，該省的西南地區與格爾米揚侯國相連，而東南地區則與卡拉曼侯國相連。1402年，帖木兒帝國埃米爾帖木兒與鄂圖曼帝國蘇丹巴耶济德一世發生了安卡拉戰役。隨著巴耶濟德一世戰敗並被帖木兒俘虜，鄂圖曼帝國進入大空位期。該地區在安卡拉戰役和隨後的第二次戰役中皆遭到嚴重破壞，直到穆拉德二世才得以重建。1841年安納托利亞省被廢除，改為安哥拉州。安卡拉、Çorum、Yozgat、Kayseri和Kırşehir sanjaks都被規劃在該省之內。安哥拉州一直存在到1922年。
1917年，安卡拉發生了連續三天的大火災，大火摧毀了約1900戶住宅。

### 成為土耳其共和國首都之後

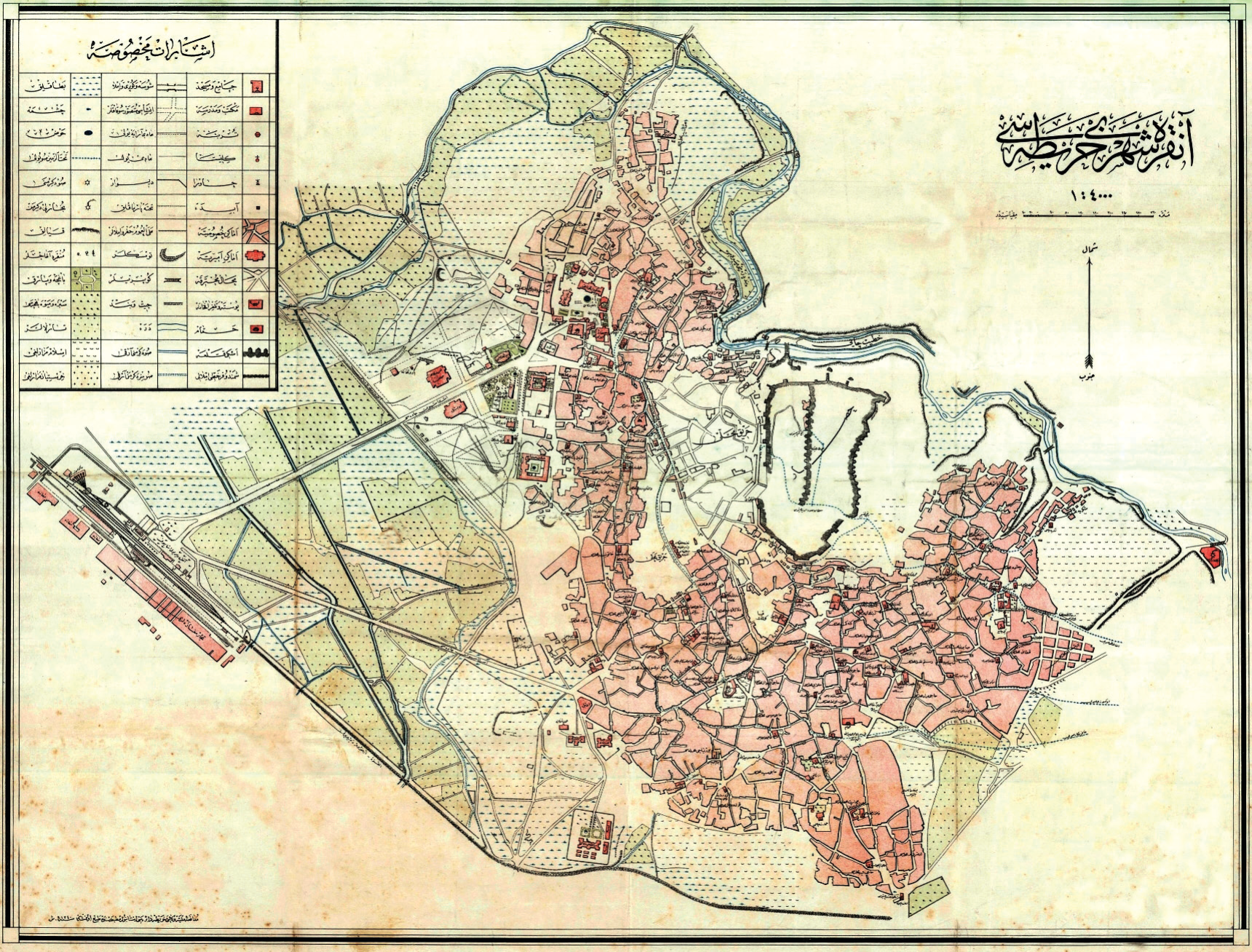
於1924年繪製的安卡拉市地圖

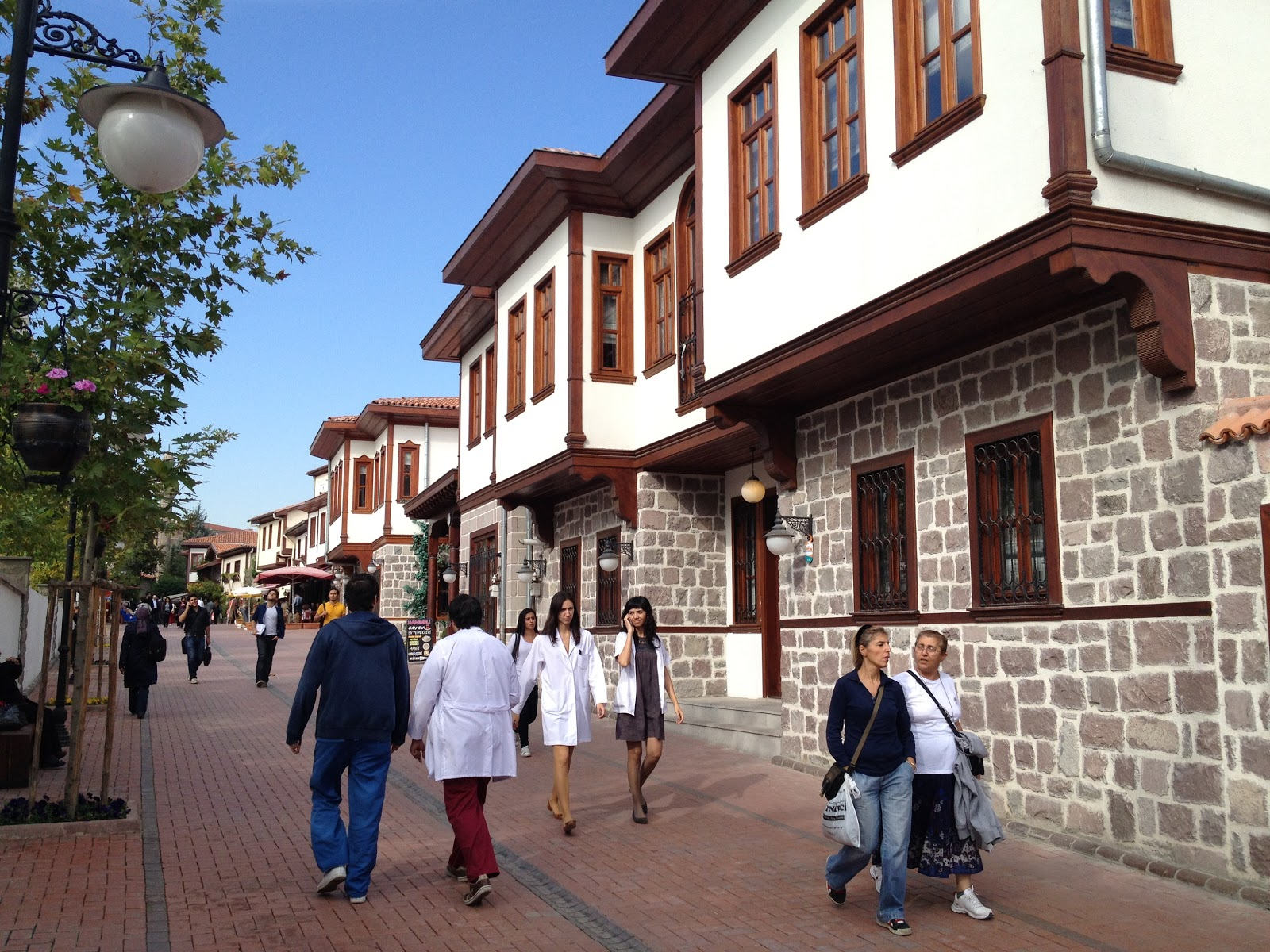
根據鄂圖曼建築風格而建造的仿鄂圖曼建築

安卡拉省在土耳其獨立戰爭期間，佔有舉足輕重的地位。1919年12月27日，來到安卡拉的穆斯塔法·凱末爾選擇該城市做為代表委員會，該委員會是土耳其國民運動的行政部門。這是因為這座城市位於安納托利亞的中部，可以透過鐵路到達西邊的伊斯坦堡，繼而靠近西線戰場，且人民對土耳其的民族鬥爭的支持是相當充分的。在英國占領君士坦丁堡後，土耳其大國民議會即在安卡拉再次建立，並取代原先的伊斯坦堡議會。土耳其-希臘戰爭中最激烈的戰場就在安卡拉省。1920年夏天，希臘軍隊試圖往薩卡里亞河岸以東推進，攻下安卡拉。然而，他們在8月23日至9月13日期間的薩卡里亞戰役中敗陣。發生在波拉特勒附近的艱苦戰鬥成為土耳其獨立戰爭的轉捩點，穆斯塔法·凱末爾曾有句名言道：「我們只有線防，而我們僅是做表面上的防禦而已，只不過那個表面就是我們整個國家」。幾周後，隨著與法國簽訂了安卡拉條約，法土戰爭結束。最後隨著戰爭的勝利，土耳其證明了自己的獨立性，而在1922年的洛桑會議及1923年的洛桑條約後，土耳其正式獨立。1923年10月13日，土耳其大國民議會宣布安卡拉成為土耳其共和國的新首都。
隨著1984年，新法律之第2972號法律和195號法令通過，安卡拉與伊斯坦堡跟伊茲密爾都成為了大都市。隨著同年第3030號法律的通過，都會市和地區直轄市的地位變得更加清晰。最初，有五個區被包括在安卡拉大都會市的範圍內。2004年通過的第5216號法令，以州長辦公室為中心，將都市區的邊界擴大到半徑50公里。邊界內的16個區也因此成為都會市的一部分。隨著2012年的第6360號法律通過，伴隨著2014年土耳其地方選舉結束後，該都會市的邊界逐成為省級之行政邊界。

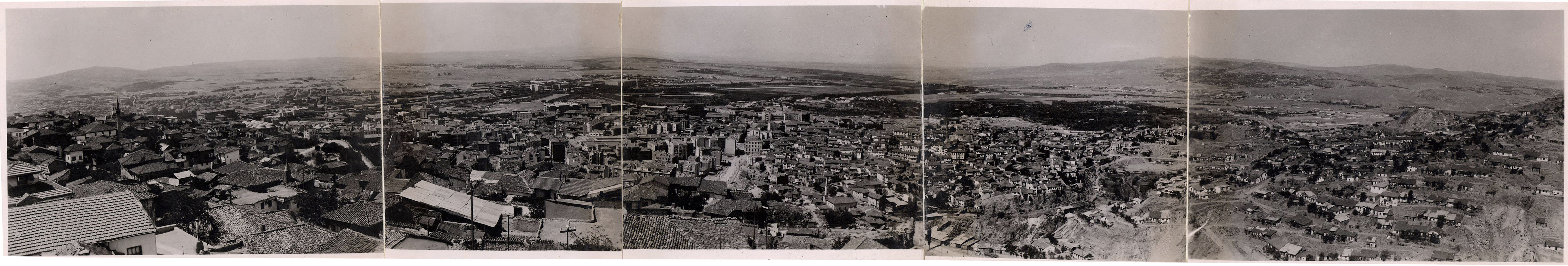
從安卡拉城堡上拍攝的安卡拉全景，存在阿里·賽姆·烏爾根的檔案內

## 地理
安卡拉東邊與克勒克卡萊省接壤，東北與昌克勒省接壤，西北與博盧省接壤，西與埃斯基謝希爾省接壤，南與科尼亞省接壤，東南與克爾謝希爾省與阿克薩賴省接壤。安卡拉總表面積為25,632平方公里。
全長1355公里的克澤爾河──這條土耳其最長的河流──跨過該省的東部，而薩卡里亞河──這條土耳其最大的河流之一──跨過該省的西部。薩卡里亞河的支流之一的安卡拉河，穿過了安卡拉的市中心。省的南側的圖茲湖，面積1300平方公里，是全國第二大湖泊，同時該湖的含鹽量是全球第二高，含量有32.4%。此外，圖茲湖所在的盆地也是土耳其最大的內流盆地。
該省的平原之表面積，有50%是農業用地、28%的森林和荒地、12%的草地和牧場以及10%的非農業用地。全省的最高點埃爾馬達格，海拔約2015米，最寬的平原波拉特勒ı平原，面積為3789平方公里，最大的湖泊圖茲湖（在該省之內）的面積，面積約490平方公里，全省最長的河流是薩卡里亞河，全長約151公里，最大的大壩是薩勒亞爾大壩，面積83.8平方公里。全省共有14個天然湖泊、136個灌溉池塘和11座水壩。

### 气候
該省的南部和中部地區冬季寒冷多雪，夏季炎熱乾燥，屬大陸性氣候，北部地區為黑海氣候的溫帶多雨狀態。在大陸性氣候占主導地位的地區，晝夜溫差、夏冬皆存在顯著溫差。最熱的時候是在七、八月。該省白天的平均氣溫在27-31°C。最冷的月份是在1月，最低夜間溫度在-6到-1°C之間，具體溫度則取決於人在該省的位置。5月時降水最多，7月或8月降水則最少。在安卡拉市中心，年平均總降水量在415毫米之間，年平均降水量在60厘米（克孜勒賈哈馬姆）和35厘米（謝雷夫利科奇希薩爾）之間。2016年1月26日，安卡拉見證了近年來最冷的夜晚，氣溫為-22°C。
| 安卡拉 （1991–2020年、極端數據：1927–2020年） | 安卡拉 （1991–2020年、極端數據：1927–2020年） | 安卡拉 （1991–2020年、極端數據：1927–2020年） | 安卡拉 （1991–2020年、極端數據：1927–2020年） | 安卡拉 （1991–2020年、極端數據：1927–2020年） | 安卡拉 （1991–2020年、極端數據：1927–2020年） | 安卡拉 （1991–2020年、極端數據：1927–2020年） | 安卡拉 （1991–2020年、極端數據：1927–2020年） | 安卡拉 （1991–2020年、極端數據：1927–2020年） | 安卡拉 （1991–2020年、極端數據：1927–2020年） | 安卡拉 （1991–2020年、極端數據：1927–2020年） | 安卡拉 （1991–2020年、極端數據：1927–2020年） | 安卡拉 （1991–2020年、極端數據：1927–2020年） | 安卡拉 （1991–2020年、極端數據：1927–2020年） |
| 月份                                          | 1月                                           | 2月                                           | 3月                                           | 4月                                           | 5月                                           | 6月                                           | 7月                                           | 8月                                           | 9月                                           | 10月                                          | 11月                                          | 12月                                          | 全年                                          |
| --------------------------------------------- | --------------------------------------------- | --------------------------------------------- | --------------------------------------------- | --------------------------------------------- | --------------------------------------------- | --------------------------------------------- | --------------------------------------------- | --------------------------------------------- | --------------------------------------------- | --------------------------------------------- | --------------------------------------------- | --------------------------------------------- | --------------------------------------------- |
| 历史最高温 °C（°F）                           | 16.6 (61.9)                                   | 21.3 (70.3)                                   | 27.8 (82.0)                                   | 31.6 (88.9)                                   | 34.4 (93.9)                                   | 37.0 (98.6)                                   | 41.0 (105.8)                                  | 40.4 (104.7)                                  | 39.1 (102.4)                                  | 33.3 (91.9)                                   | 24.7 (76.5)                                   | 20.4 (68.7)                                   | 41.0 (105.8)                                  |
| 平均高温 °C（°F）                             | 4.7 (40.5)                                    | 7.4 (45.3)                                    | 12.2 (54.0)                                   | 17.5 (63.5)                                   | 22.8 (73.0)                                   | 27.3 (81.1)                                   | 31.0 (87.8)                                   | 31.0 (87.8)                                   | 26.5 (79.7)                                   | 20.3 (68.5)                                   | 13.0 (55.4)                                   | 6.7 (44.1)                                    | 18.4 (65.1)                                   |
| 日均气温 °C（°F）                             | 0.9 (33.6)                                    | 2.7 (36.9)                                    | 6.7 (44.1)                                    | 11.5 (52.7)                                   | 16.5 (61.7)                                   | 20.6 (69.1)                                   | 24.2 (75.6)                                   | 24.3 (75.7)                                   | 19.6 (67.3)                                   | 13.9 (57.0)                                   | 7.3 (45.1)                                    | 2.8 (37.0)                                    | 12.59 (54.66)                                 |
| 平均低温 °C（°F）                             | −2.2 (28.0)                                   | −1.2 (29.8)                                   | 1.9 (35.4)                                    | 6.0 (42.8)                                    | 10.5 (50.9)                                   | 14.1 (57.4)                                   | 17.2 (63.0)                                   | 17.4 (63.3)                                   | 13.1 (55.6)                                   | 8.4 (47.1)                                    | 2.7 (36.9)                                    | −0.3 (31.5)                                   | 7.3 (45.1)                                    |
| 历史最低温 °C（°F）                           | −24.9 (−12.8)                                 | −24.2 (−11.6)                                 | −19.2 (−2.6)                                  | −7.2 (19.0)                                   | −1.6 (29.1)                                   | 3.8 (38.8)                                    | 4.5 (40.1)                                    | 5.5 (41.9)                                    | −1.5 (29.3)                                   | −9.8 (14.4)                                   | −17.5 (0.5)                                   | −24.2 (−11.6)                                 | −24.9 (−12.8)                                 |
| 平均降水量 mm（）                             | 38.6 (1.52)                                   | 36.6 (1.44)                                   | 46.9 (1.85)                                   | 44.5 (1.75)                                   | 51.0 (2.01)                                   | 40.2 (1.58)                                   | 14.8 (0.58)                                   | 14.6 (0.57)                                   | 17.9 (0.70)                                   | 33.4 (1.31)                                   | 31.9 (1.26)                                   | 43.2 (1.70)                                   | 413.6 (16.28)                                 |
| 平均降水天数                                  | 13.60                                         | 12.67                                         | 13.87                                         | 13.40                                         | 14.53                                         | 11.47                                         | 4.60                                          | 5.10                                          | 5.50                                          | 9.23                                          | 8.93                                          | 14.00                                         | 126.9                                         |
| 平均相對濕度（％）                            | 79                                            | 75                                            | 65                                            | 58                                            | 57                                            | 51                                            | 43                                            | 41                                            | 46                                            | 56                                            | 70                                            | 78                                            | 60                                            |
| 月均日照時數                                  | 68.2                                          | 101.7                                         | 148.8                                         | 189.0                                         | 238.7                                         | 279.0                                         | 328.6                                         | 316.2                                         | 264.0                                         | 195.3                                         | 129.0                                         | 74.4                                          | 2,332.9                                       |
| 日均日照時數                                  | 2.2                                           | 3.6                                           | 4.8                                           | 6.3                                           | 7.7                                           | 9.3                                           | 10.6                                          | 10.2                                          | 8.8                                           | 6.3                                           | 4.3                                           | 2.4                                           | 6.4                                           |
| 来源1：土耳其國家氣象局                       |                                               |                                               |                                               |                                               |                                               |                                               |                                               |                                               |                                               |                                               |                                               |                                               |                                               |
| 来源2：德國氣象局 (h1931–1960)                |                                               |                                               |                                               |                                               |                                               |                                               |                                               |                                               |                                               |                                               |                                               |                                               |                                               |

### 地震
安卡拉的土地夾在兩條山脈之間的斷層上。安卡拉省界內有30%的地區是1、2級地震帶。百年來，多數中小地震都在北安納托利亞斷層及其附近，或者首都東南部的圖茲湖-克爾謝希爾斷層周圍。1944年的博盧-格爾德地震和1938年發生在安卡拉省邊界內的克爾謝希爾地震皆對該市造成了破壞。安卡拉發生過的最強地震是在2005年的巴拉地震，震級為6.1。

### 物種

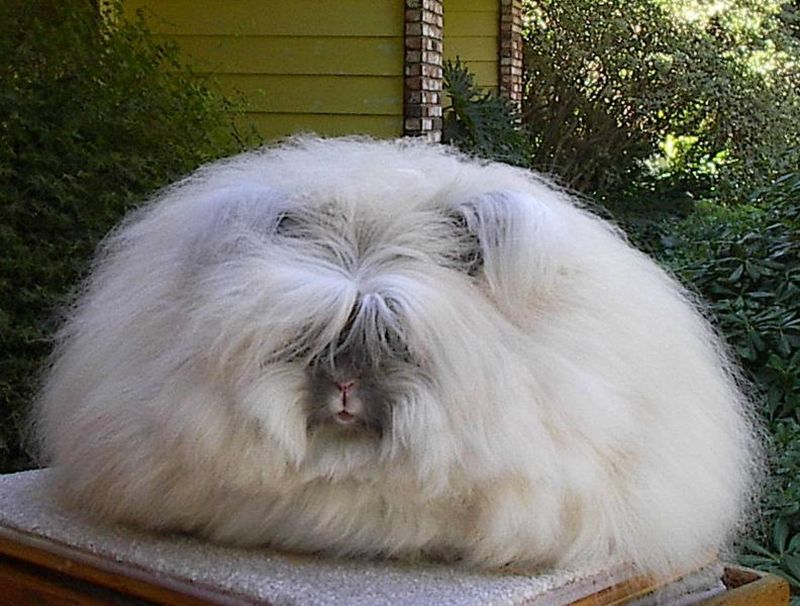
一隻8個月大的安哥拉兔。它在英國長大，在2003年美國兔子飼養者協會（ARBA）組織的比賽中入圍決賽。

安卡拉的森林地區有熊、野豬和鹿等動物，而像是狼、狐狸、獾、兔子、臭鼬、黃鼠狼、松鼠等陸地生物，和鳥類如鷓鴣、雀斑、鴇、鶴、山鷸、家鴿、歐斑鳩、鵪鶉，幾乎是遍布全省各地。在草原地區可以找到鷹、鵟和鵰等猛禽。湖水中則有鯉魚、鱒魚、無孔貽貝、蟹、蛙、龜、鸕鶿、野鴨、雁、秧雞等動物。
以該省的名稱所命名的貓、山羊、兔子和安哥拉筋斗鴿聞名。在這些資產中，作為安卡拉的象徵，安卡拉貓和山羊現在不僅在安卡拉，在世界許多國家都有飼養，為這個城市與土耳其增添了不少名氣。

### 地質
安卡拉省的北部是火山。在那裡，其東北部有安山岩和粗面岩，花崗岩，西北部則有石灰岩和砂岩。該省南部和東南部地區由中生代地層堆積而成。薩卡里亞河周圍有第三紀地層，波拉特勒周圍的始新世，圖茲湖附近的新近紀（第三紀的最後一紀），坑洼、平原地區以及河流沿岸的第四紀地層。首都地區主要有火山的表面物質。該省的大部分地區由石灰岩組成，因此覆蓋著鈣化的土壤。河流沿岸有適合農業的沖積層。這些地質結構中，包含那個時期的化石，並提供關於那個時期生物的種種。
新近紀地層有豐富的化石。克孜勒賈哈馬姆的Sinap附近的化石群中，發現了新近紀哺乳動物遺骸，以及以安卡拉命名的安卡拉古猿之類人動物化石。有人提出，這種生物是正在進化中的類人生物和人類的共同祖先。
波拉特勒西南部周圍的石灰岩化石非常豐富。考古學家在該地區發現了來自下古新世的淺層海洋植物的化石。恰姆勒代雷的石化木化石群，是由中新世早期（23-1500萬年前）形成的松樹橡樹混合林的化石遺跡組成。

### 植被

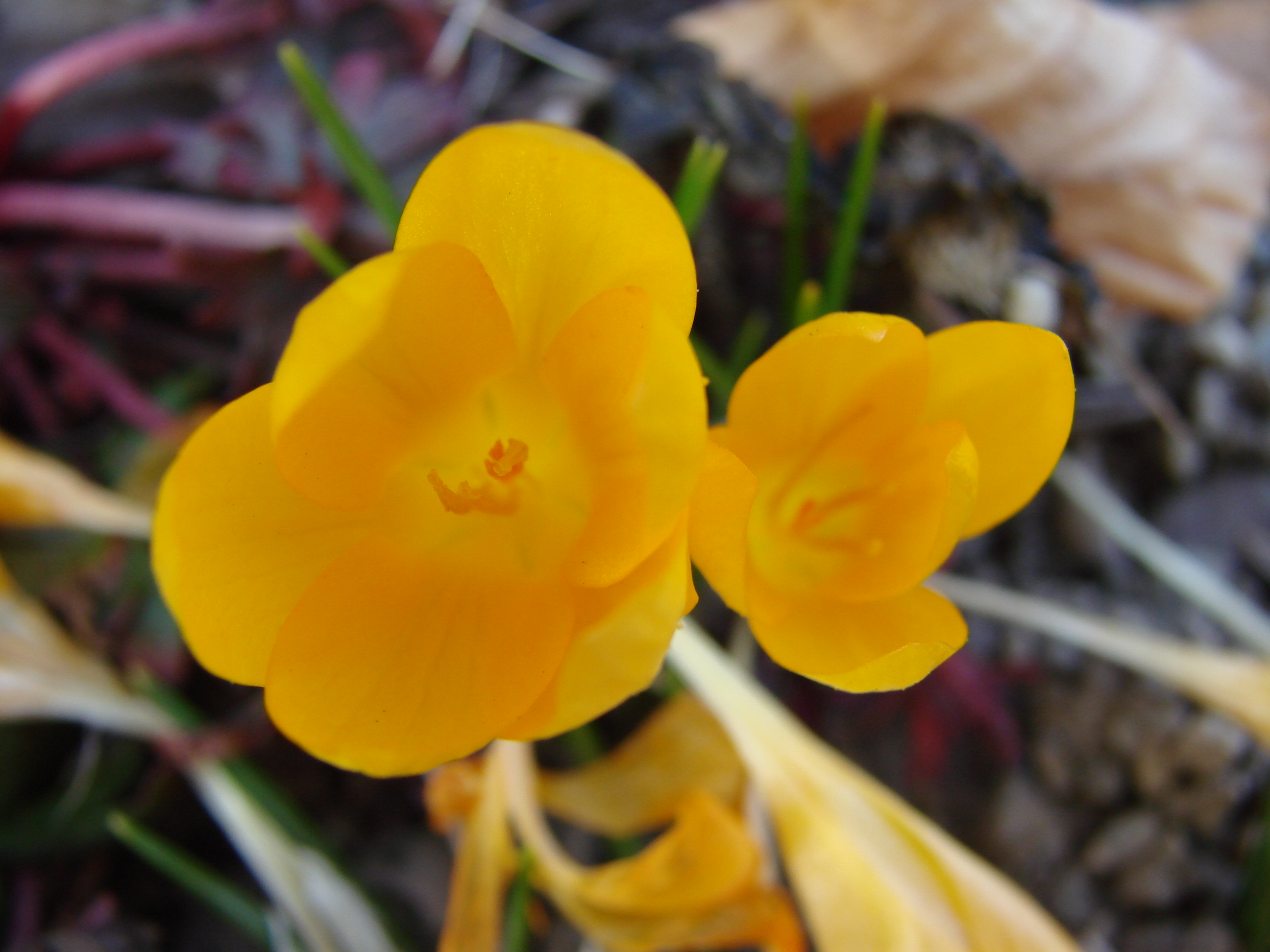
安卡拉藏紅花

由於安卡拉的氣候條件和地形結構，該省的植被以草原和森林為主。在草原地區，是幾乎找不到任何樹木，只能在溪流岸邊發現到胡頹子、柳樹和楊樹。草原通常有帶刺的灌木和草。在這裡可以發現偃麥草、黃芪、針茅、駱駝蓬、鷹爪豆、披鹼草、絹雀麥、婆婆納、虞美人、洋甘菊、百里香、大戟、野芝麻、犬薔薇和黑莓。
根據2015年的數據，全省17.1%的土地被森林覆蓋，9.6%的地表面積是生產林，7.5%是退化林。森林主要分佈在山脈的北坡，而草原中部也有小樹林存在。森林中主要有黑松、刺柏和橡樹。針葉林在該省北部廣泛分佈。在北部也可以看到歐洲赤松。此外，在該省北部，靠近博盧省邊界的高地有冷杉的存在，但數量稀少。在納勒漢地區的低海拔地區，那裡的冬天因為不太嚴酷，所以存在著土耳其松。森林在該省南部較為稀少。南部的主要森林位於巴拉的Beynam和Küre山上。
安卡拉有1362種天然植物，其中，有268種是特有種植物。安卡拉藏紅花、虎眼萬年青、矢車菊等物種是該地區獨有的。一般最常見的是雛菊、豆科植物、禾本科植物、十字花科植物、唇形花。以該省命名的安卡拉梨和安卡拉藏紅花，以及省外知名的麝香葡萄，他們都被稱為卡萊奇克·卡拉瑟。

### 環境問題
截至2004年，安卡拉是繼伊斯坦堡跟伊茲密特後，汙染第三嚴重的城市。安卡拉的溪流和一些湖泊被嚴重污染。薩卡里亞河、其支流安卡拉河，及克澤爾河對安卡拉的供應，導致了們成為該省污染最嚴重的溪流之一。儘管如此，自從安卡拉的水域開始淨化以來，克澤爾河一直在滿足安卡拉市的部分需求。戈爾巴斯的莫甘湖及埃伊米爾湖皆因汙染因素導致大量魚類死亡。圖茲湖的污染也影響到了該水域的生態。

## 人口

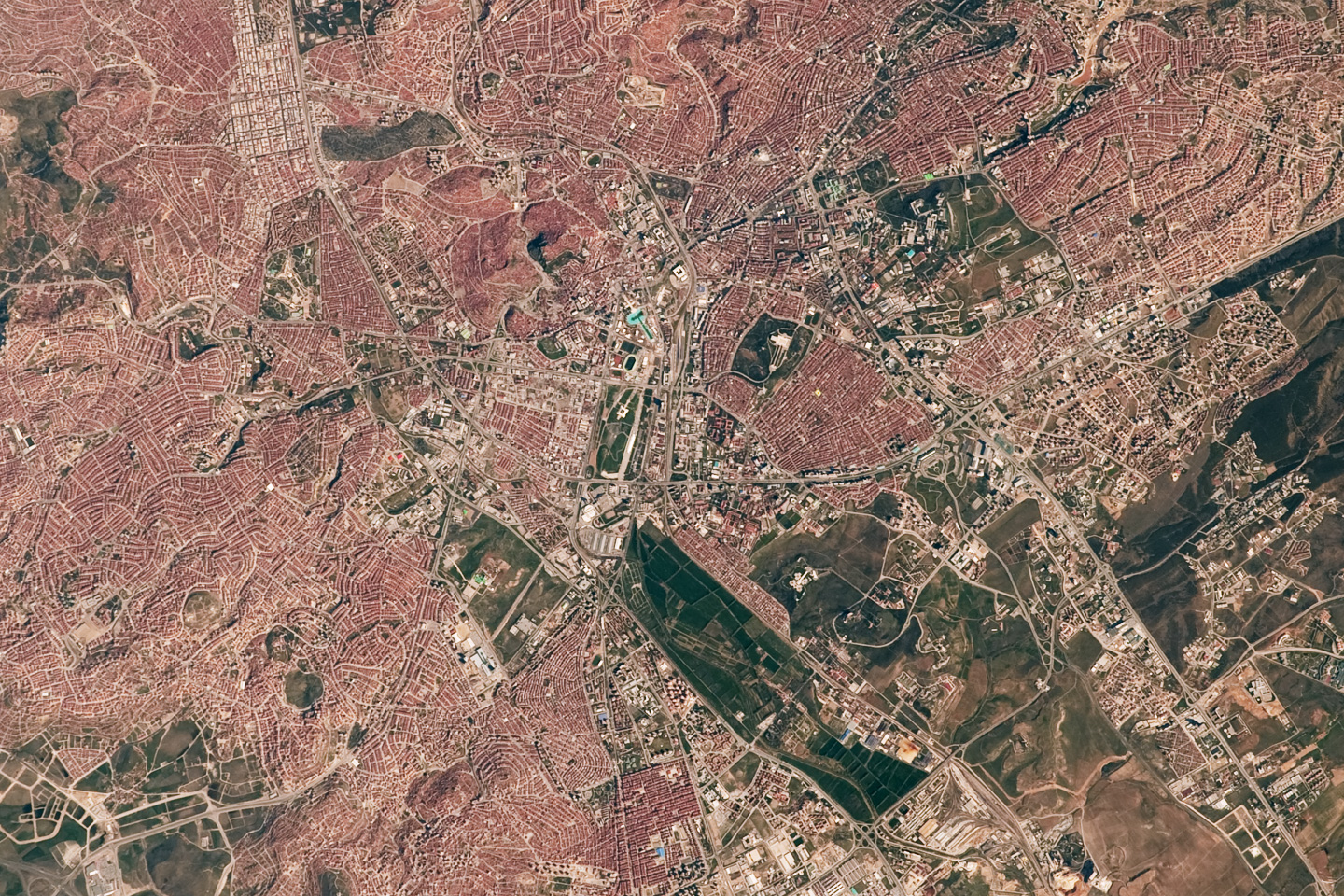
從遠征19號之太空人拍下來的安卡拉衛星影像，時間為2009年4月11日

自從安卡拉成為首都後，整個安卡拉省逐變得擁擠，這是因為私營企業與公家部門對此程式的大量城市，導致就業機會增加所致。此外經濟、衛生、教育，以及低犯罪率、高人均公共投資與人均存款等，促使大量外來移民移入。縱觀土耳其共和國的歷史來看，該省人口的增長速度是該國人口的兩倍。因此安卡拉的人口也永遠也無法準確地算清楚。在1927年的人口普查中，該省人口為40.4萬，佔土耳其人口的3.2%，而如今該省人口已達800萬，比例為6.3%。其中，2007年至2008年間之人口增長率（1.83%），是全國人口增長率（1.32%）的一倍半。然，儘管有大量移民進入安卡拉的因素，該城市的失業率（11.8%）仍然略高於土耳其整體失業率（11.0%），而從就業人口中，有72%從事服務業，26%從事工業，2%從事農業。
截至2019年，安卡拉的人口為5,639,076人。全省多數人口都居住在省、市的中心。整個安納托利亞中部地區的15,608,868人中，有一半的人口都居住在安卡拉。

## 經濟

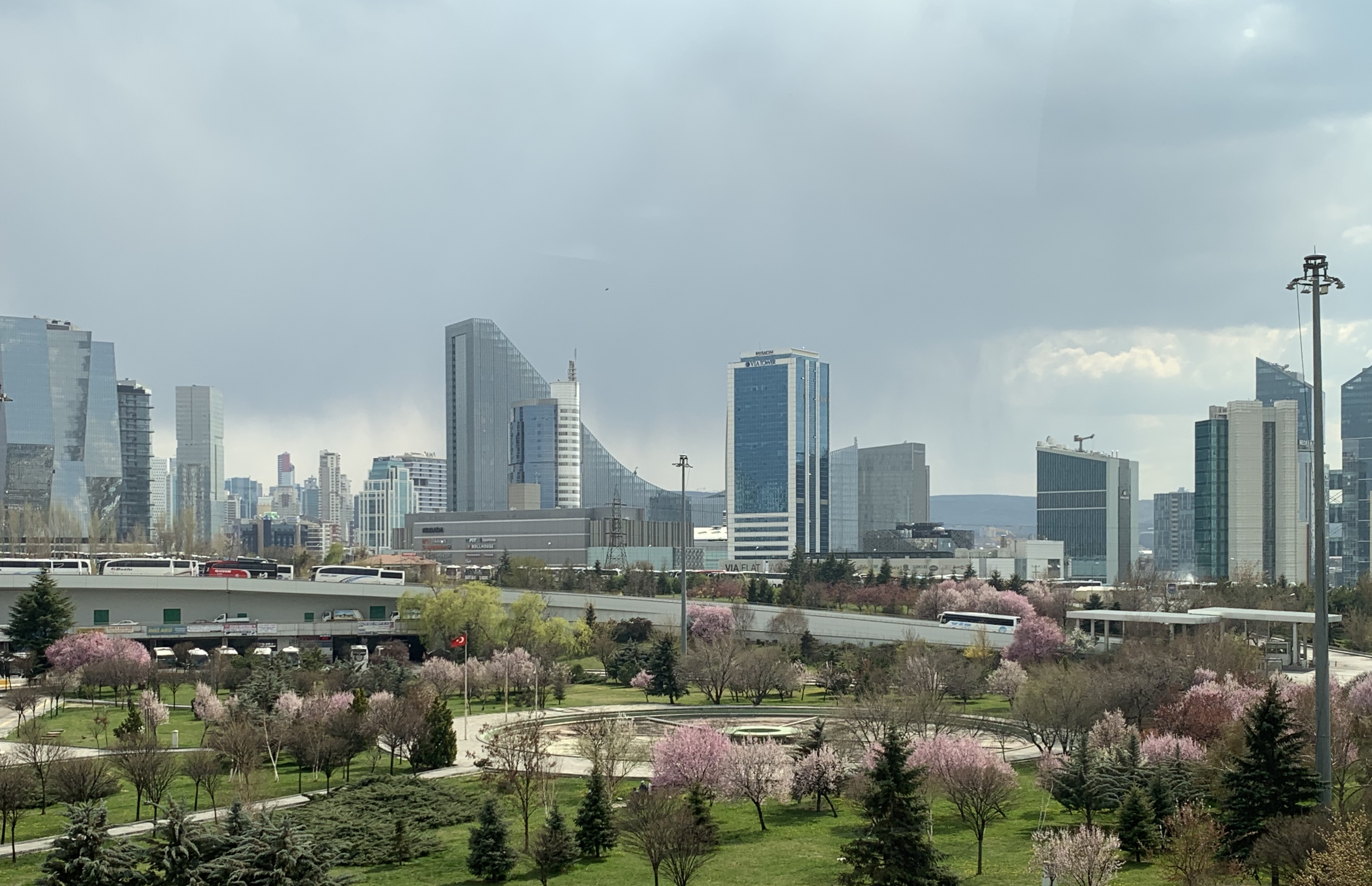
索古托祖─安卡拉重要的商業中心

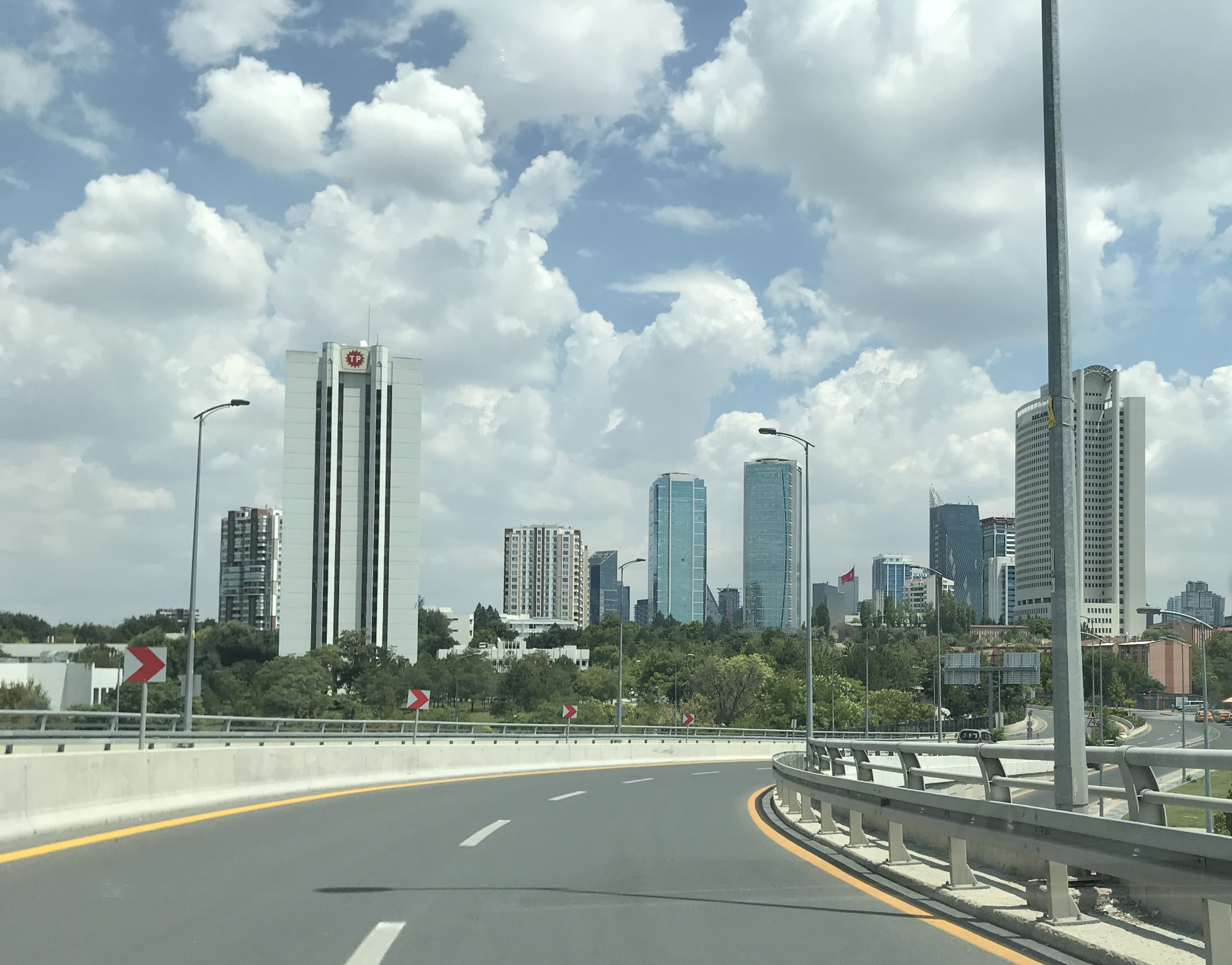
索古托祖以其密集的商業大樓聞名

安卡拉有四分之三的人口從事服務業，該產業佔國內生產毛額最高，該行業快速發展的原因是其他行業沒有辦法為移民人口提供足夠的就業機會。
該省佔土耳其國民生產毛額的9%，全國12%的稅收收入和12.3%的預算收入都來自這個省；此外，該省在國家預算中的份額為6.4%。2006年，安卡拉為預算收入貢獻了165億里拉，為總預算收入貢獻了211億里拉，並從預算中獲得了113億里拉的份額。截至2001年，安卡拉的國內生產毛額有45%來自貿易，有23%來自交通，有14%來自於政府部門。
根據普華永道的《2020年世界上最大的城市經濟體是什麼以及它將如何變化》之報告中，安卡拉在2005年的世界100個最大城市中排名第94位，2008年排名第80，預計2020年，安卡拉將收入1150億美元，位居世界第74。
根據布魯金斯學會與摩根大通的城市經濟增長排名，安卡拉在300座城市中排名第九，僅次於廈門。2013年時，安卡拉則排名第38。在同一份名單中，伊茲密爾排名第二，伊斯坦堡排名第三，布爾薩排名第四。

### 工業

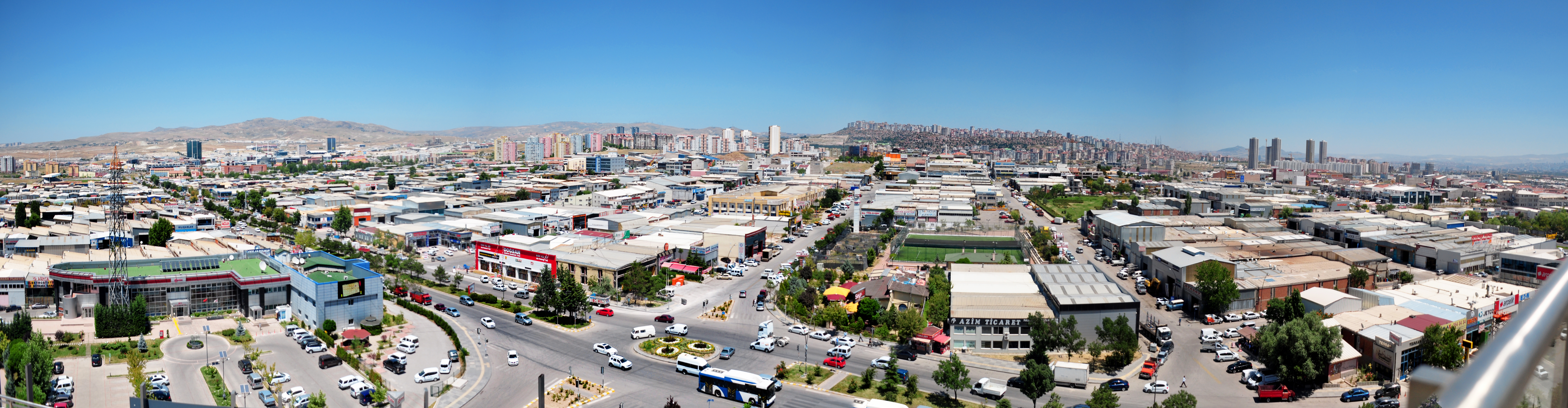
OSTIM工業區

私營企業在安卡拉收入中的份額超過85%。全省工業一般由中小企業組成。其中40%的企業是生產機械和金屬：這是生產軍事工業與車輛等大型部門所需要的，其次是食品和紡織行業。就生產需求而言，最重要的企業是食品（糖、麵粉、麵食、牛奶、酒）、車輛、機械（農用器具與車輛，如拖拉機）、軍用武器、水泥和紡織（毛織、針織品與服裝）。此外，殺蟲劑、家具、糖果和印刷也都有一定的重要度。安卡拉在國防工業、軟體和電子領域上處於領先地位。
安卡拉的大部分都位於辛坎、阿庫爾特、丘布克以及伊維迪克OSB的OSTIM工業區。OSTIM工業區是土耳其最大的中小型工業生產區。
根據經濟與外交政策研究中心在2009年的一項報告指出，土耳其國最有競爭力的省分是安卡拉省。在構成「競爭力」指數的分項指數中，安卡拉在人力資本、創意資本和社會資本指數中皆排名第一。眾多的大學、教職員、專利等因素使安卡拉成為土耳其第一，尤其是在創意資本指數方面。

### 農業、畜牧業和林業

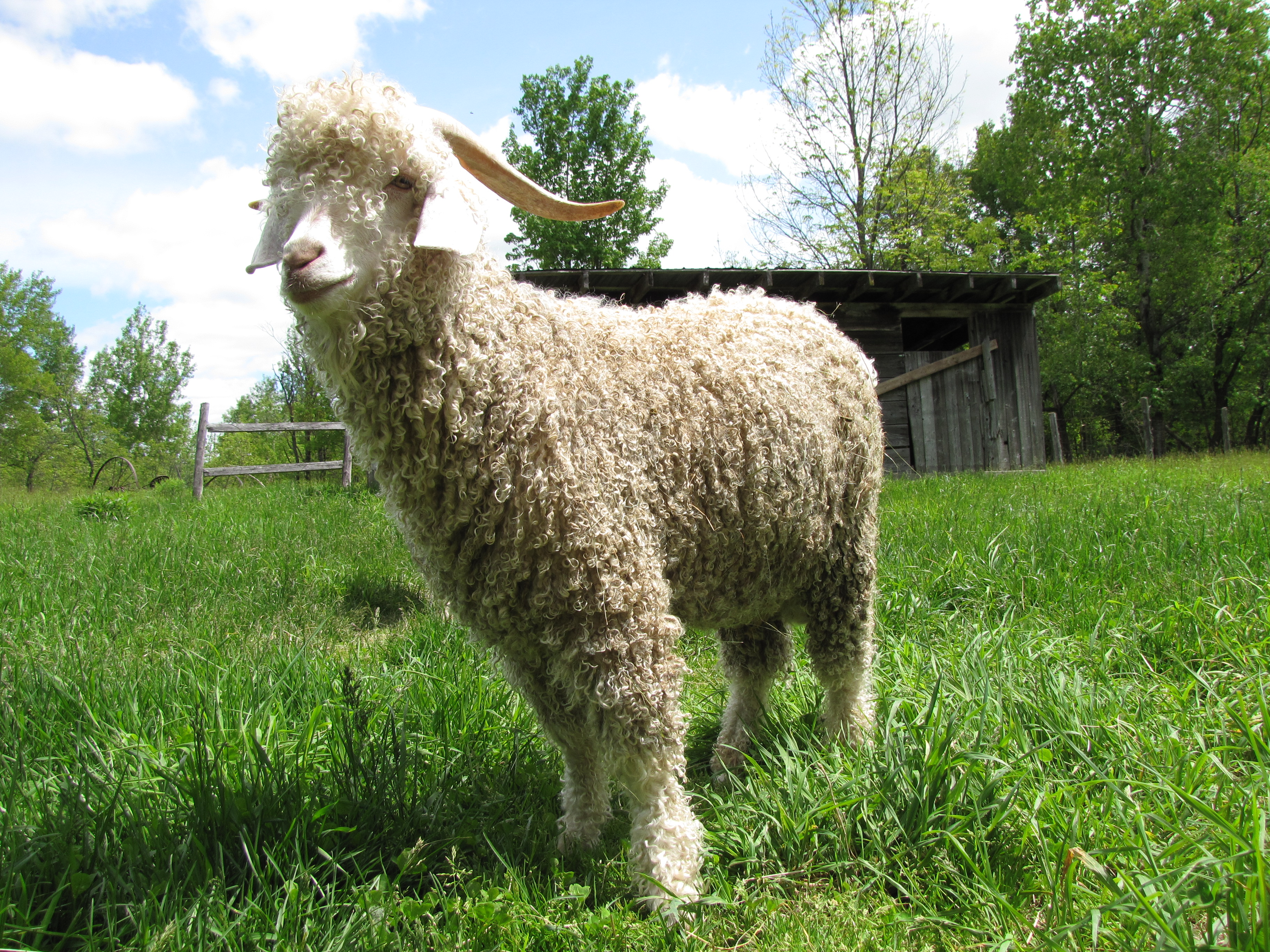
安卡拉山羊

安卡拉有60%的土地被用作農業用地，這一比例遠高於土耳其整體的平均水平。最重要的農作物是小麥、大麥和甜菜。其他重要的農作物是洋蔥、甜瓜、西瓜、番茄、胡蘿蔔、梨、蘋果、櫻桃和葡萄。其中有24%的農田種植小麥，23%種植大麥，其餘則種植其他農作物。波拉特勒擁有最繁忙的穀物交易場所之一，同時他是土耳其第二大「糧倉」。
安卡拉在海拔與牧場特點方面，更適合養殖小牛。曾在過去很重要的畜牧業在省級經濟中已經逐漸失去地位。該省主要飼養綿羊（白色和卡拉曼品種）和牛。雞也被視為重要畜牧業。被稱為安卡拉山羊的山羊，數量已經不到1970年代數量的十分之一，而如今，飼養牠們的飼養員因而獲得了保護費用。

### 礦業
安卡拉是土耳其具有高採礦潛力的省份之一。土耳其一些最重要的褐煤礦床位於該省的貝伊帕扎勒和納勒漢地區。巴拉地區有石膏礦床。此外，圖茲湖及其周邊地區還可開採鹽：他是繼伊茲密爾的恰馬爾蒂採鹽場之後，土耳其可以開採最多鹽的地方。
此外，在貝伊帕扎勒與克孜勒賈哈馬姆還可以開採碳酸。

## 政治
在2018年的土耳其大選後，土耳其大國民議會之安卡拉36個代表席中，有15個代表席隸屬正義與發展黨，10個代表席隸屬共和人民黨，好黨與民族主義行動黨分別擁有5個代表席，人民民主黨則僅有一席。這是因為在2017年7月27日，土耳其最高選舉委員會經確定於2017年4月16日公布的修憲公投結果表示，安卡拉的代表席將在下一次議會選舉時更動為36席。

### 行政區劃

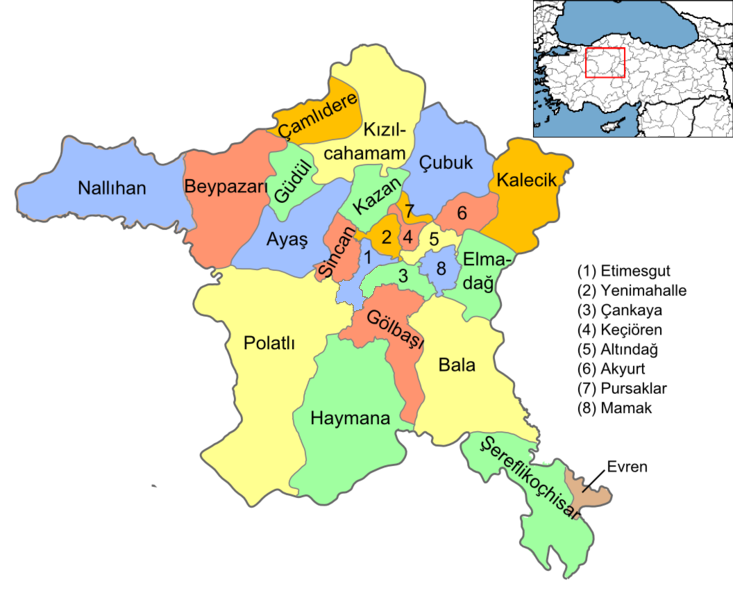
安卡拉行政區劃

安卡拉共有25個區。根據2019年土耳其地方選舉之結果，25個區中有19個區正義與發展黨管轄、3個地區由共和人民黨管轄、3個地區則由民族行動黨管轄。安卡拉大都會市由共和人民黨管轄。

#### 行政史
安卡拉省曾一直在安卡拉州的管轄，直到鄂圖曼帝國滅亡為止。1923年10月13日，在安卡拉成為土耳其共和國的首都後，隨著人口的大量移入，其行政結構也隨之產生變化。錢卡亞於1936年從安卡拉市中心分離出來，成為獨立的一個區。阿爾滕達區成立於1953年。厄泰姆斯哥特一直是一個區，直到1968年，他被併入安卡拉市，並在1990年它成為一個從數安卡拉省中的其中一個區。1983年，一群區加入了安卡拉省，包括以前屬於阿爾滕達區的凱喬倫區；曾屬於錢卡亞的馬馬克；從1923年就一直是獨立的省的戈爾巴津與辛坎。辛坎是這些地區之一，他在1988年被納入安卡拉大都會市的邊界中，成為大都會市的一部分。卡拉曼卡贊（1987年）、阿庫特（1990年）、布爾薩克拉爾（2008年）隨後也分別成為安卡拉省的一部分。
當然，在這個過程中，一些與安卡拉省相連的地區也從該省中分離出來。比如克勒克卡萊省，他在1989年，依據第3578號法律成為獨立的省。阿加索倫曾隸屬於安卡拉的謝雷夫利科奇希薩爾管理，但在1989年，他便由阿克薩賴省管轄至今。

### 中央機關
安卡拉省是由省長、省經理和省顧問委員會組成，其中省長在議定中居首位，因為他即代表中央政府，並由總統直接任命。至於省議會則因為安卡拉成為都會市，其權力和職責已完全移交給大都會市議會，本身則被廢除。
現任的安卡拉省省長是瓦西普·沙欣，他曾在2018年11月6日任命為伊斯坦堡市長。

### 地方機關
安卡拉地方機關由大都會市長、大都會市議會和大都會市委員會組成。其中大都會市長由全省國民以多數票選出；各區市議會議員通過地方選舉之選舉區長和區市議會選舉所產生；大都會市委員會則由區市政議會的眾成員組成（根據主席名額、區人口和政黨投票率決定）。其中，區長也包括在該委員會中。
省議會因為安卡拉成為都會市，其權力和職責已完全移交給大都會市議會，本身則被廢除。
現任的安卡拉大都會市市長是曼蘇爾·亞瓦什，他在2019年3月31日的選舉中，以50.93%的選票當選。
縣在安卡拉市議會成員人數為147人（包括大都會市長、25名區長和131名議會成員），其中AKP有90人，CHP有30人，MHP有19人，IYI則有9人。

## 教育
安卡拉是土耳其重要的教育培訓場地，他擁有150多所中小學和公立教育中心。此外，還有二十所大學和一所軍事學院。在這些大學中，透過學生的交流項目，為來自全省及國外的學生提供教育。

### 大學

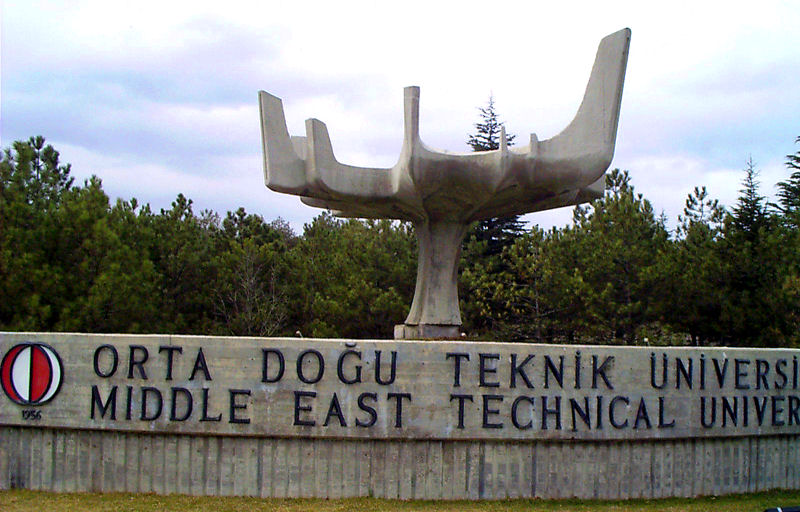
中東科技大學入口的科學之樹

安卡拉的一些大學是土耳其，乃至一些在歐洲和世界上最重要的大學。此外，安卡拉15歲及以上人口中有12.6%是大學畢業生，1.2%是本科畢業生，0.5%是博士畢業生。
建立在安卡拉提供教育的大學專院有：
公立大學：安卡拉哈奇拜拉姆維利大學、安卡拉大学、格濟大學、哈塞特佩大學、中東科技大學、安卡拉耶爾德勒姆貝亞茲特大學、安卡拉社會科學大學、安卡拉音律大學
私立大學：安卡拉科技大學、安卡拉梅迪波爾大學、阿特林大學、巴斯肯特大學、畢爾肯大學、詹卡亚大学、洛克曼赫金大學、奧斯汀科技大學、TOBB經濟與科技大學、烏福克大學、安卡科技大學、TED大學、安卡拉航空大學、高級專業大學
土耳其軍事學院是培訓土耳其軍隊的培訓機構之一，以滿足正規軍之需求。位於凱喬倫區的古爾哈內培訓和研究醫院是由一所土耳其軍隊附屬之軍醫醫學院和一家擁有1600個床位的培訓醫院所組成。而附屬古爾哈內學院的土耳其國家警察學院是四年制，專門培訓警察人員。

### 科技
隨著工業在安卡拉經濟中所佔份額逐漸增加，新科技也正在蓬勃發展。該種科技正由安卡拉的大學、科技園區、土耳其科學技術研究委員會（包含土耳其國家電子與密碼研究所與土耳其科學技術研究委員會附屬國防工業研究與發展研究所）、土耳其軍隊基金會、研發開發單位和其他組織、土耳其國家硼研究所 (BOREN)、土耳其原子能機構（現已被土耳其能源、核能和礦業研究所取代）進行研究。安卡拉省在2007年獲得248項專利，在土耳其排名第二，僅次於伊斯坦堡（787項專利）。
安卡拉各大學建立了共6個科技園區，藉以與工業界合作。這些是為了將大學的發現和發明商業化，而進行研發、研究。METU Technokent、Bilkent Cyberpark 和 Hacettepe Technokent 是土耳其19個活躍的科學園區中，研發機構數量最多的前幾個。
安卡拉的科學出版作品數量（1981-2006年期間）在土耳其各省中排名第一，佔土耳其出版物總數的34%（約64,000份）。這些出版作品中，約有90%來自於安卡拉的大學（哈塞特佩大學、安卡拉大學和中東科技大學）。其他從事科學出版活動的安卡拉機構包括土耳其科學技術研究委員會、土耳其能源、核能和礦業研究所、礦產研究和勘探總局、阿瑟爾桑和罗克珊。

## 基礎設施

### 交通

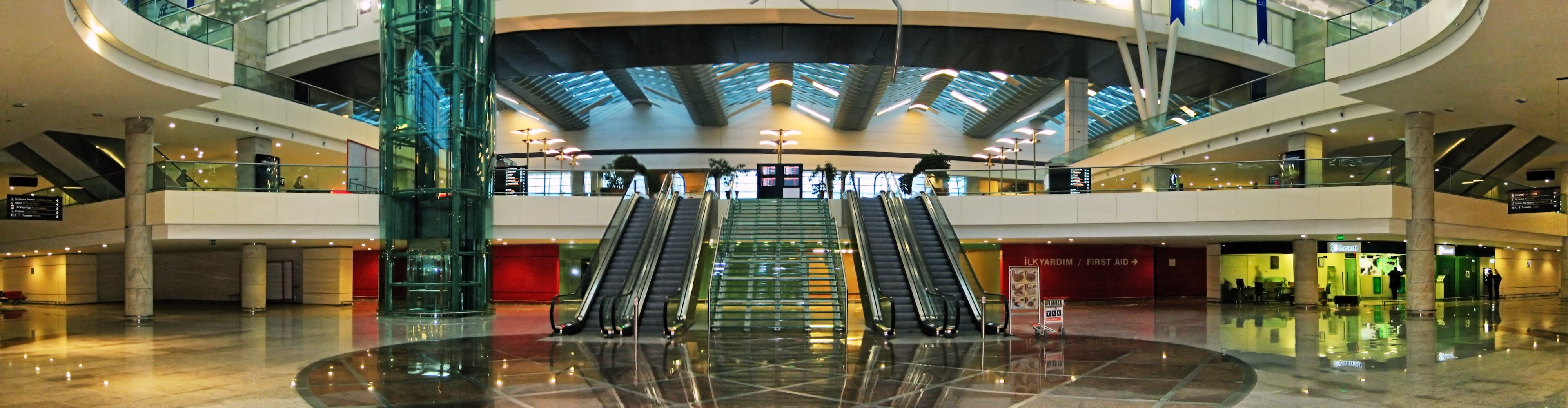
埃森博阿国际机场

省內交通是透過公路、鐵路和空路運輸。此外，安卡拉發達的公共交通系統滿足了城市人口的交通需求。埃森博阿国际机场是安卡拉最重要的空路運輸機場。位於市中心的北部。可飛往土耳其的幾乎每個城市，以及歐洲、美洲和遠東的各個城市。他在2006年進行了全面翻修，其容量和功能都更加現代化。此外還有一個地方可以搭乘飛機，即埃泰姆斯古特空軍基地，儘管平時該機場不開放民用航機出入，但在必要時，他可用作替代機場。

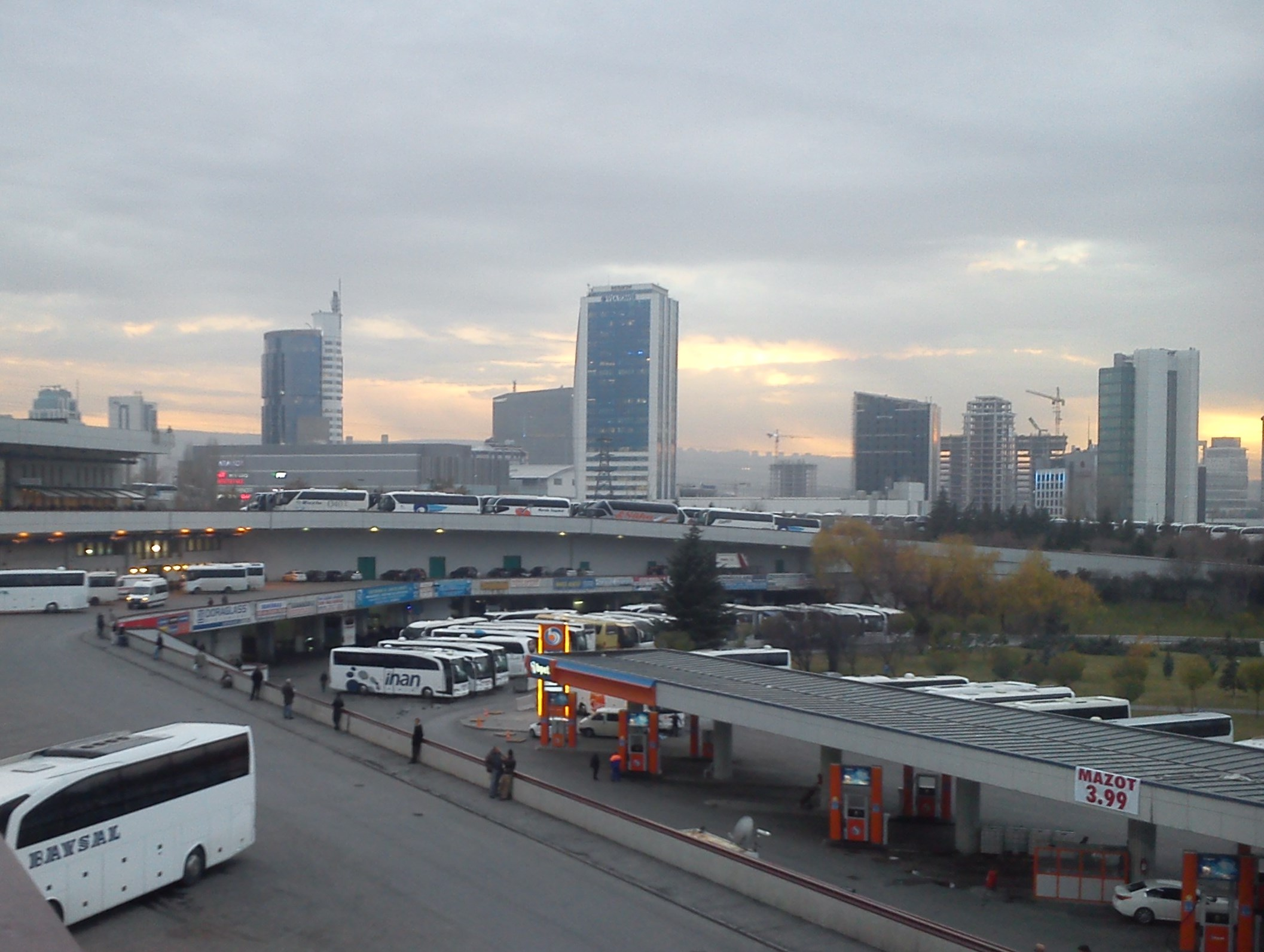
安卡拉城際客運總站之一隅

安卡拉高速公路地圖

安卡拉有許多巴士公司提供省內各區之間進行交通服務。位於市中心的安卡拉城際客運總站是歐洲最大的國道客運站之一。
安卡拉共有兩條鐵路穿越之。其中，第一條將安卡拉市連接到西邊的辛坎、波拉特勒和埃斯基謝希爾，以及東部開瑟里的伊爾馬克和博加茲科普魯；第二條則從昌克勒的Irmak連到 卡拉比克和宗古爾達克。安卡拉－伊斯坦堡高速鐵路是一條連結安卡拉與伊斯坦堡的高速鐵路，曾預計在2009年通車，但直到2016年才得以通車。

#### 城市軌道交通

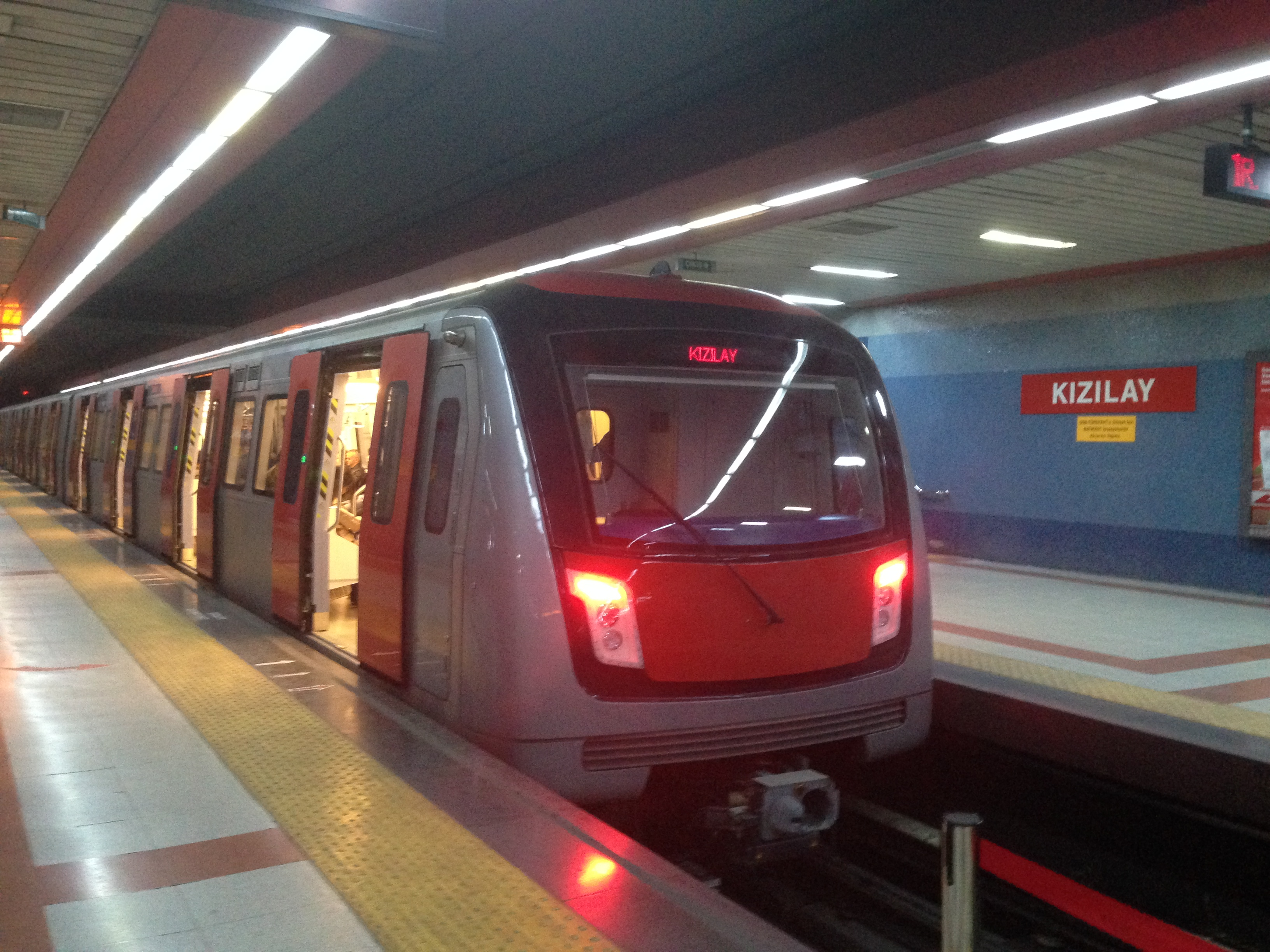
安卡拉地鐵在安卡拉交通中佔有重要地位

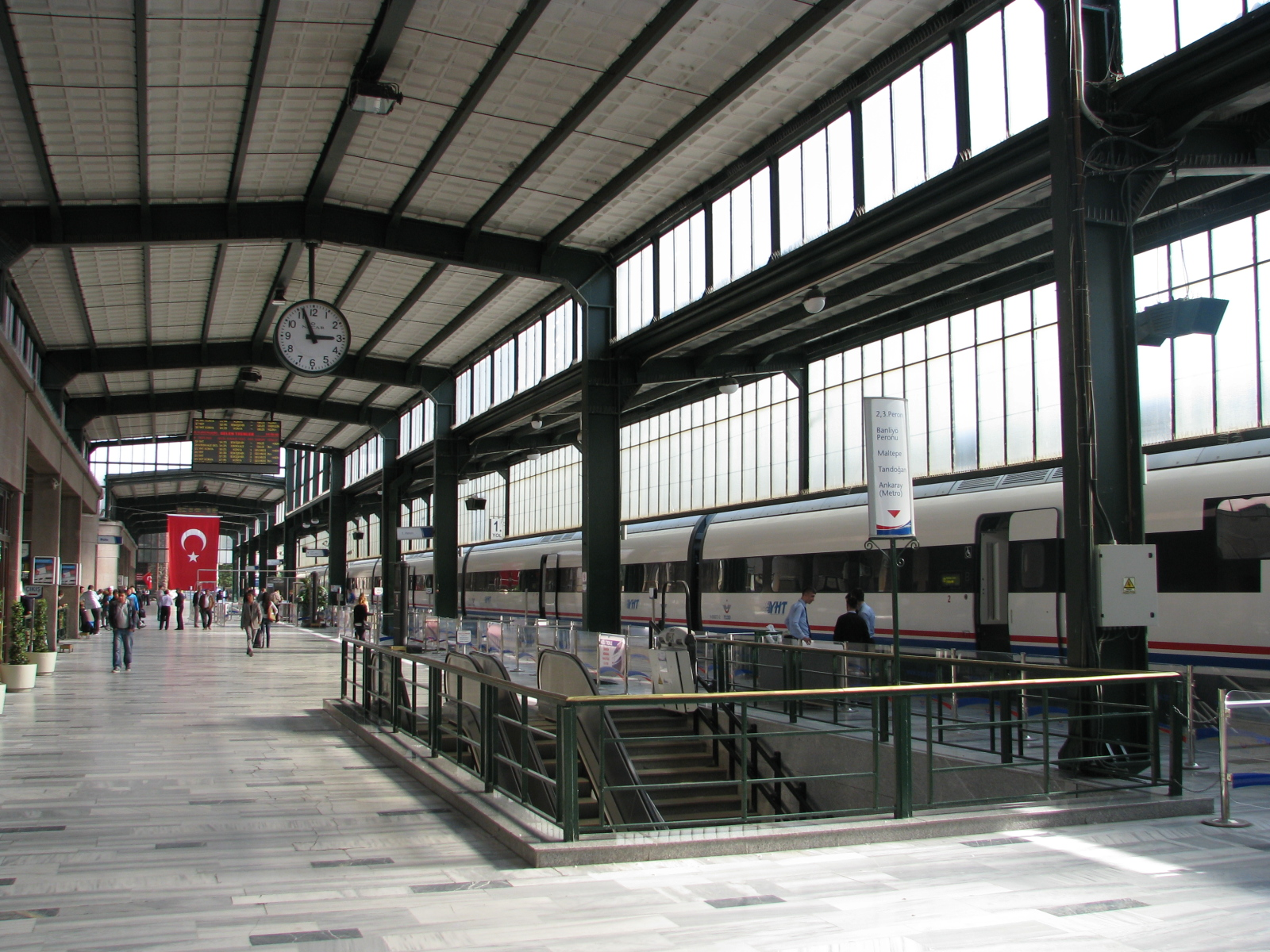
TCDD的安卡拉車站負責提供該省的火車交通服務

在市中心，人們最常用的交通工具是地鐵。該地鐵系統由EGO總局營運，每天乘載約150000名乘客。目前在該地鐵網路中。運行著兩個獨立的交通系統，即地鐵和Template:地鐵A1線。安卡鐵是比地鐵的宰客量更輕的鐵路系統。目前該地鐵正在建設一條新的地鐵路線。

### 醫療
安卡拉的國家、軍隊、大學和私立醫院都有提供衛生服務。據土耳其衛生部統計，截至2014年，全省共有94家醫院和9家口腔和牙科保健中心，其中41家隸屬於土耳其衛生部，10家隸屬於大學，4家隸屬軍隊，2家隸屬公家，另有36家是私立醫院，1家是市立醫院。土耳其擁有最多大學醫院的省份是安卡拉。在最大的醫院中，隸屬安卡拉大學的伊布尼西奈醫院共有2000張床位，古爾哈內培訓和研究醫院有1600張床位，哈塞特佩大學醫院有1000張床位，安卡拉努穆內醫院有1109張床位，安卡拉比爾肯特市醫院有678張床位。世界上最大的眼科醫院多尼亞戈茲安卡拉醫院就在安卡拉。

### 水資源
除了提供水力發電的水壩外，安卡拉還有提供飲用水和灌溉用水的水壩。目前有五個水壩提供飲用水，一個水壩用於灌溉用水，一個水壩兩者皆可，但由於水資源逐漸無法滿足安卡拉省的需求，目前已經有建立新的水壩的計畫。

### 公園、遊樂園、休閒區

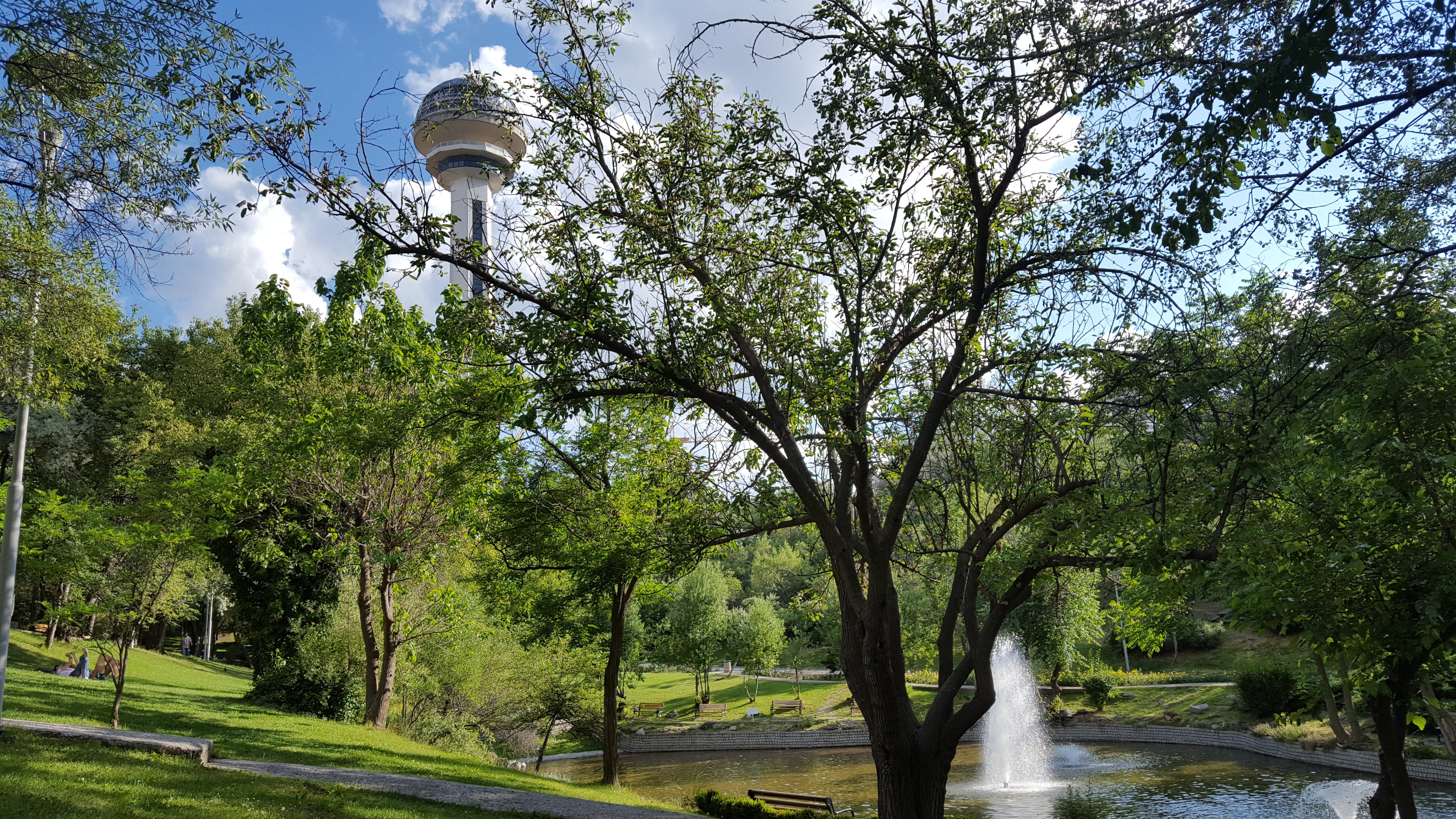
安卡拉植物園

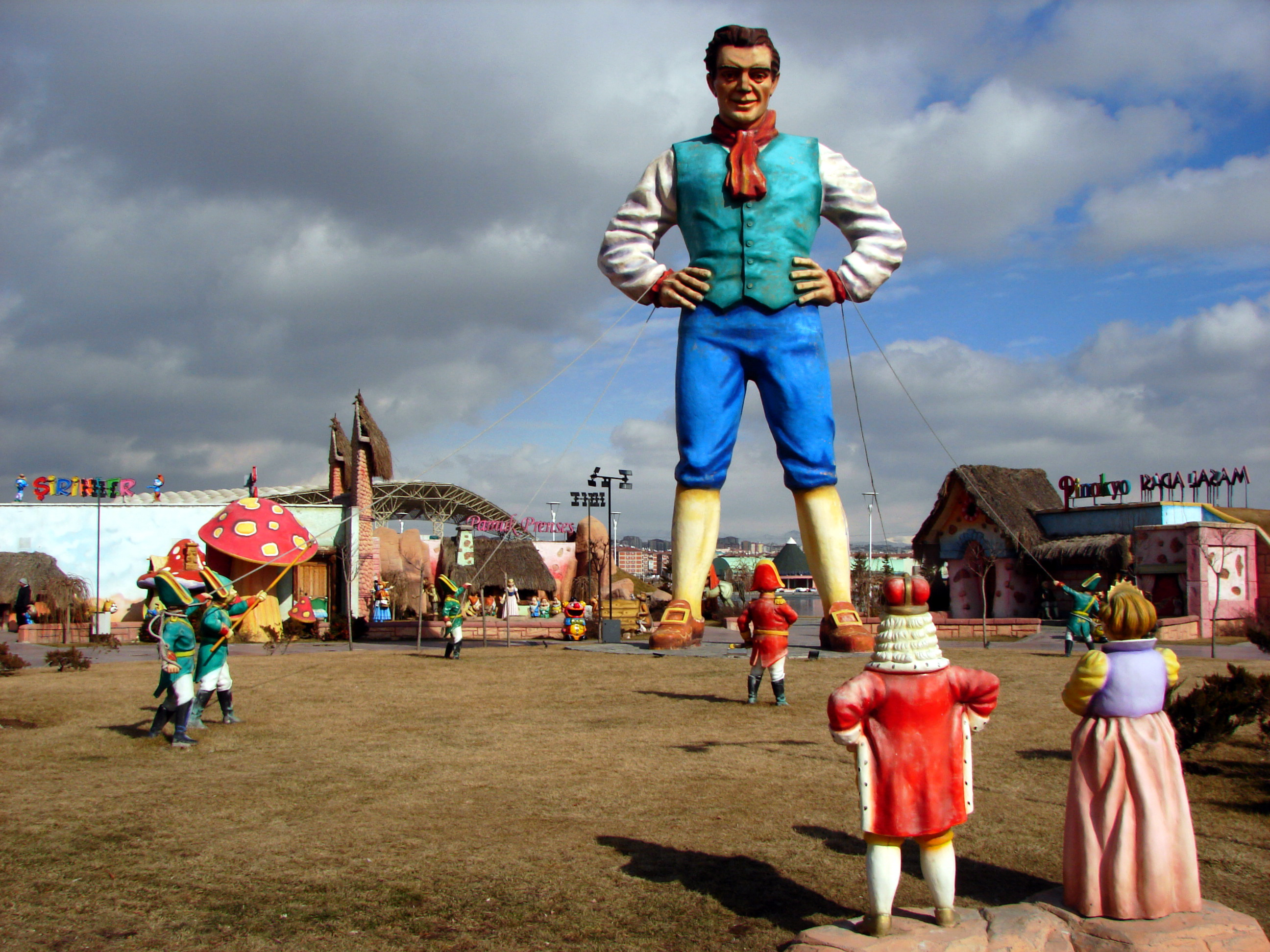
安卡拉仙境

城外有城市公園和自然保護區，讓人們在省內享受樂趣、休息和親近自然。其中一些是湖泊、池塘和壩湖周圍的綠地，還有一些是高地和森林地區。重要的城市公園包括首都的 阿塔圖克森林農場、黃金公園、厄塞爾特佩公園和青年公園。Wonderland是歐洲最大的城市公園，佔地100萬30萬平方米。
該省各地的山谷和高原雖然沒有被正式地劃分為休閒區，但他們可以為想在大自然漫步、露營和在有水的地方釣魚等活動的人提供一些區域。對於要露營或開篷車進來的人而言，索古蘇國家公園、丘布克-卡拉戈爾森林遊樂區、巴音迪爾大壩、Eğriova高原和Benli高原都是合適的選擇。

## 文化

### 博物館

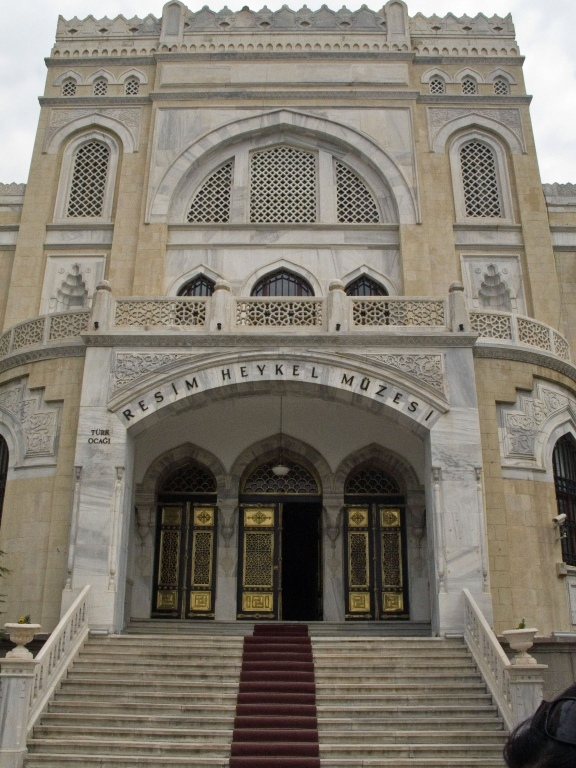
國家藝術與雕塑博物館，由建築師阿里夫·希克梅特·科尤諾奧盧依據穆斯塔法·凱末爾的指示，在1927年所建造

安卡拉的大多數博物館都位於安卡拉市中心的邊界以內，全省共有53家博物館，並由各類機構經營。其中，於1997年入列「歐洲年度最佳博物館」的安納托利亞文明博物館，就參觀人數而言是土耳其第十、安卡拉第一。

### 考古遺址和歷史遺跡

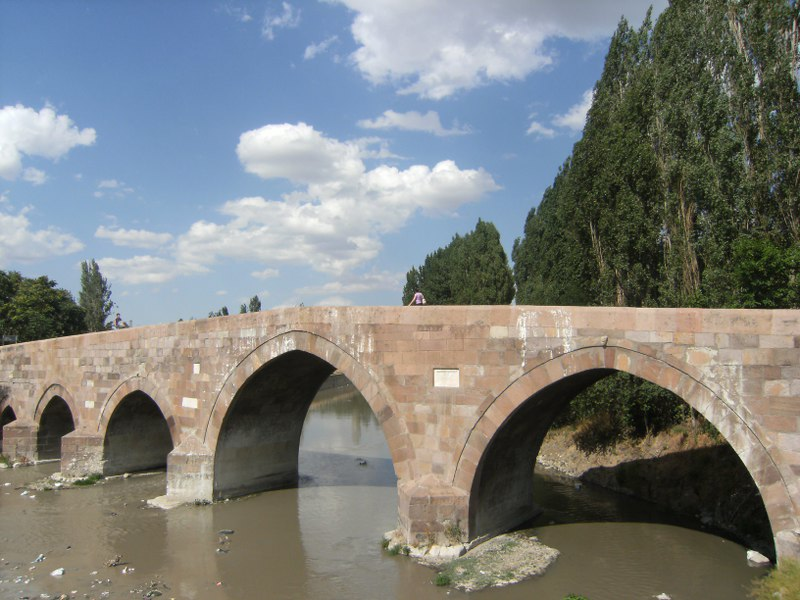
在凱庫巴德一世統治期間建立的白橋

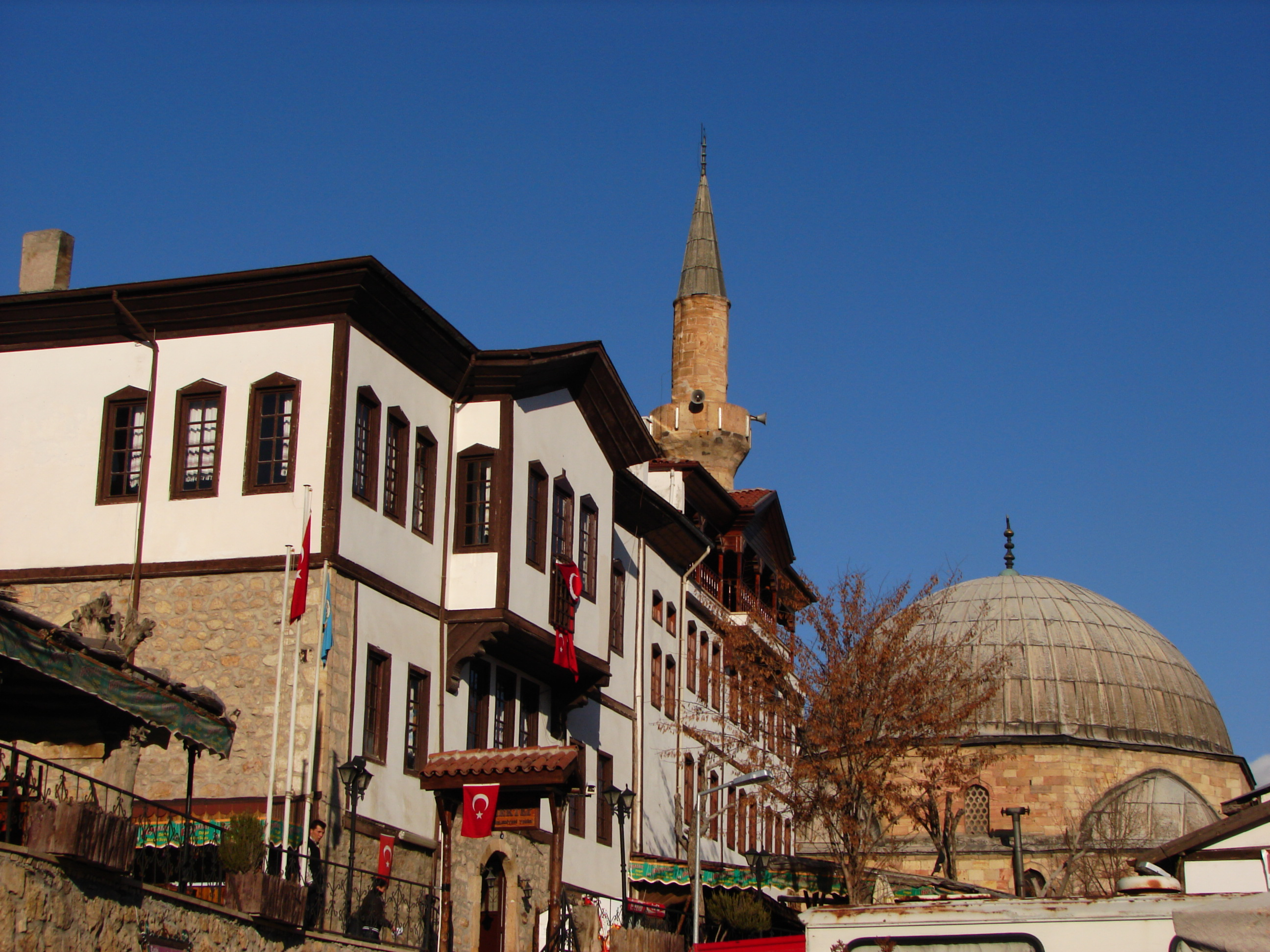
在安卡拉省附近的貝伊帕扎勒，每年都會舉辦貝伊帕扎勒節

安卡拉有眾多的考古遺址與歷史遺跡。早至石器時代、青銅時代的史前人類文明，以及西臺、佛里幾亞的考古遺址現如今都在安納托利亞文明博物館收藏，並開放民眾入內觀賞。此外也有一些諸如安卡拉城堡般從羅馬帝國統治以前便存在的遺跡。
安卡拉有許多羅馬時期的遺跡，安卡拉羅馬浴場就是羅馬皇帝塞提米烏斯·塞維魯斯之子卡拉卡拉，以醫神阿斯克勒庇俄斯之名義，於3世紀命人建造的。奥古斯都和罗马神庙建於公元前2世紀，以佛里幾亞神的名義建造，然隨著時間的推移，現已只剩下側壁和裝飾門框，但仍可以識別六列的位置。今日所見到的神廟遺址是由加拉太最後一位統治者阿明托斯的兒子皮拉梅內斯國王建造的，它象徵著對羅馬皇帝奧古斯都的忠誠。尤利安之柱建立於362年，紀念曾經訪問安卡拉的羅馬皇帝尤利安。除了安卡拉外，卡萊吉克的卡萊吉克城堡也是由羅馬人所建。位於居杜爾的洞穴有多層的定居點，歷史上第一批的基督徒就在這裡定居，躲避羅馬人的追緝。
安卡拉有許多塞爾柱人和鄂圖曼人留下的文物。位在耶尼瑪哈勒區的塞爾柱王朝時期建物：白橋，是魯姆蘇丹國蘇丹凱庫巴德一世統治期間建立的。一座位於安卡拉城堡內的蘇丹阿拉丁清真寺──這座安卡拉最古老的清真寺──建立於1178年。位於薩曼帕扎里的阿斯蘭哈內清真寺則建於13世紀初。
鄂圖曼帝國留下的重要文物中，包括15世紀的哈吉拜拉姆清真寺、卡拉卡貝清真寺和庫爾松魯漢商隊旅館，以及16世紀的塞納比·艾哈邁德帕夏清真寺。因為安卡拉城堡、貝伊帕扎勒、阿亞什與居杜爾存在著鄂圖曼帝國後期之建築特色，目前已經受到國家的保護。

### 音樂與舞蹈

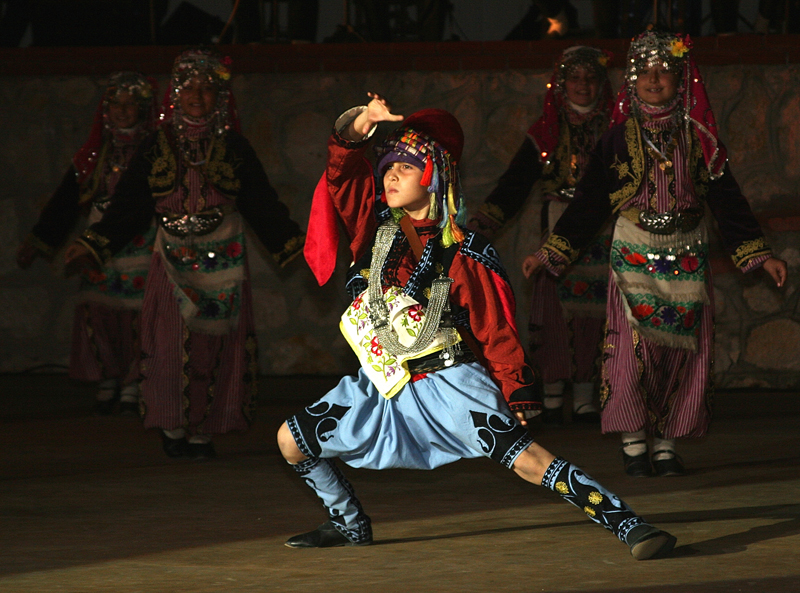
澤貝克舞

安卡拉地區傳統民間音樂使用的樂器主要是Bağlama（弦樂器）、各種口哨與卡瓦爾（管樂器）、鼓或達甫（鼓樂）。然具體仍因社會環境的]因素，有各種民間音樂傳統。它是用一種叫做Divan sazı的弦樂演奏的，除此之外沒有其他樂器伴奏。被稱為“Efe başı”的老而優秀的拉奏者會坐在中間，而經驗較少的人們則圍繞著他並成一圈。Efe的負責人將帶領這個樂隊，讓每個人輪流演奏。它的特點是在一種神祕的氛圍中進行演奏，並唱著具有啟發性和模範性的民歌，隨歌起舞。之後，他們將依序演出Kırat、Muhabbet havaları、Zil Havaları、Oyun Havaları、Bozlak與Ağıtlar。演奏到最後，會有一種Cezayir的氣氛。
屬於安卡拉民間舞蹈之一的澤貝克舞是以英勇、無懼為主題的一種舞蹈。他通常與sazı一起演奏，其旋律沉重。該舞蹈至少要有兩個人參與。澤貝克舞要考慮的一點是，舞者需要根據遊戲所賦予的特徵情緒和旋律來調整手勢和角色，換句話說，姿勢、收縮和姿勢充分展示了澤貝克舞的華麗。澤貝克舞的主要舞蹈形式是Ankara zeybeği、mendil zeybeği、Karaşar zeybeği、Seymen zeybeği、Seymen alayı與Yağcıoğlu zeybeğidir。

### 節慶
該省有許多的傳統節日。其中最重要的，無非就是貝伊帕扎勒節。來自土耳其和世界的一些城市都會參加這個節日。該節日於每年十月舉行。
該省的另一個節日是在克孜勒賈哈馬姆區舉行的文化節和潑水節。這個傳統節日在每年八月舉行。

### 旅遊景點

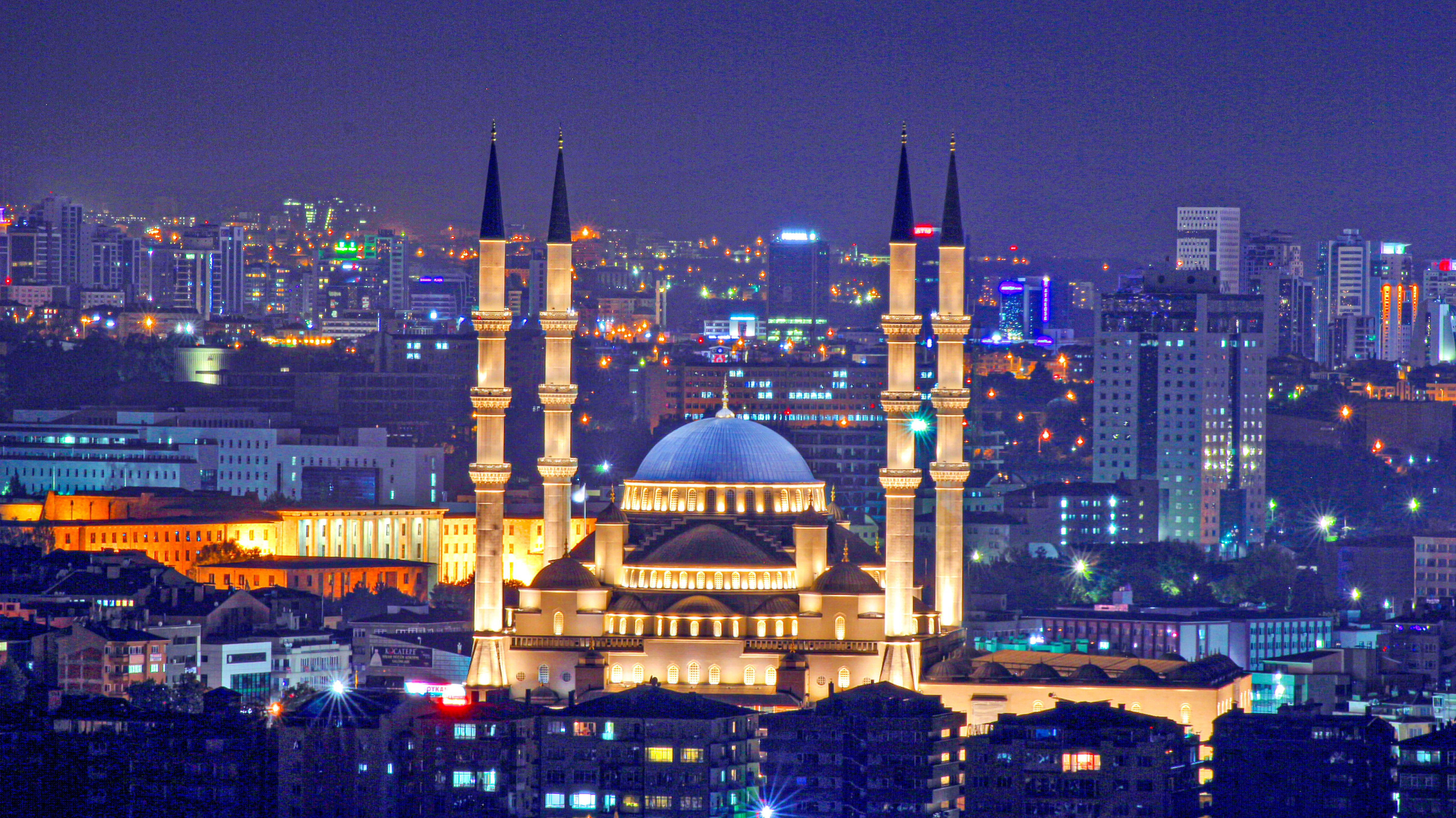
科札德佩清真寺

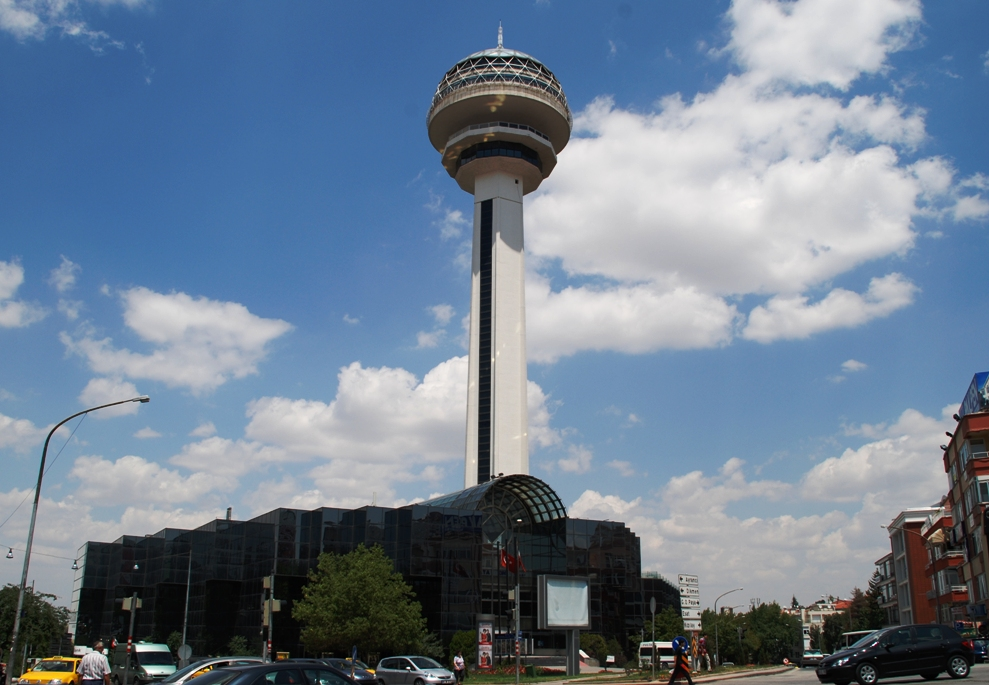
阿塔庫勒：安卡拉的其中一座地標

安卡拉不是土耳其以外的遊客首選的城市。只有1.5%（2007年為38.3萬人）來到土耳其的外國人，是透過安卡拉埃森博阿國際機場入城。其中，大多數是在5月至9月到來，並且38%是德國公民。
對於對安卡拉考古遺址感到興趣的人來說，國外旅遊指南所推薦的第一站就是安纳托利亚文明博物馆。中心烏盧斯區有安卡拉城堡、安納托利亞文明博物館、安卡拉民族志博物館、羅馬遺址（奧古斯都羅馬神廟和尤利安柱）等眾多旅遊景點。對於那些對現代土耳其歷史感興趣的人來說，凱末爾紀念館和舊議會大樓是旅遊書籍中經常推薦的地方。首都以外的主要旅遊景點是貝伊帕扎勒和戈迪翁的傳統建築。
在國內旅遊，特別是文化旅遊方面，開展了市中心及周邊的跟團旅遊，埃爾馬達周邊的冬季旅遊，克孜勒賈哈馬姆、阿亞什、丘布克和哈伊馬納周邊的溫泉旅遊，居杜爾的圖倫塔什洞穴之洞穴旅遊。許多博物館和紀念碑，尤其是凱末爾紀念館，以及貝伊帕扎勒和克孜勒賈哈馬姆的歷史建築都為國內旅遊業做出了貢獻。此外，埃夫倫區憑藉其位於Hirfanlı大壩湖岸邊的海灘，為安卡拉和周邊省份提供了另一種水上的自然度假選擇。
2008年，有600萬人參觀了凱末爾紀念館，其中有7%是外國人；有29萬人參觀了安納托利亞文明博物館，其中60%是外國人。

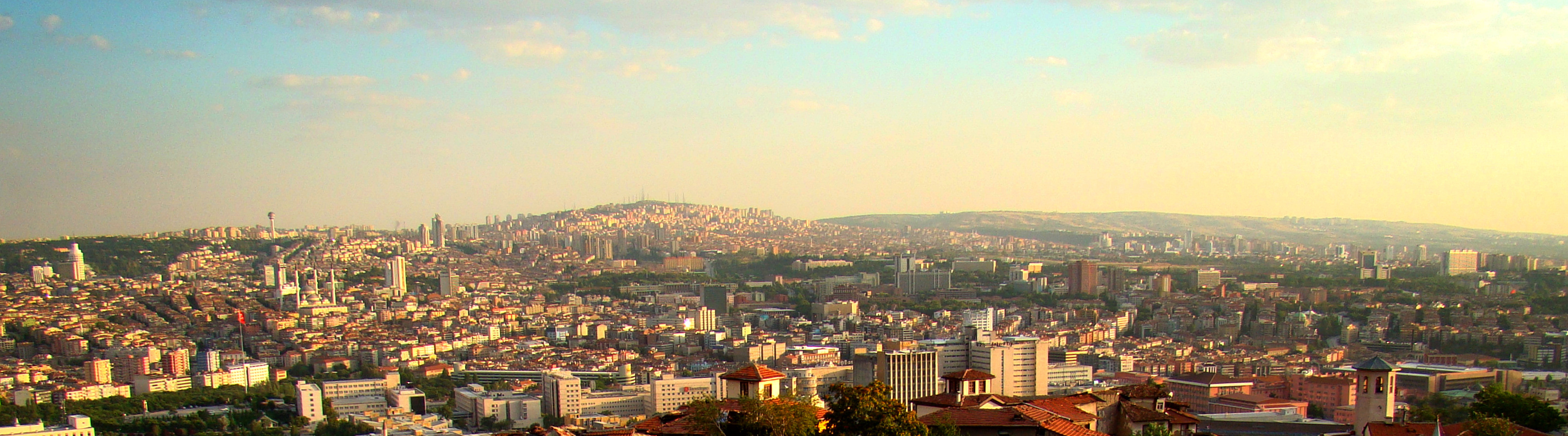
從安卡拉城堡所俯瞰的安卡拉全景

## 体育

### 足球[213]
2018-19年舉行的土耳其足球超級聯賽中，MKE安卡華高古隊獲得第13名。作為TFF第一聯賽的參賽隊伍之一，作為聯賽領頭羊的真格拿拜列治隊很快便直接晉級土耳其足球超級聯賽，而奧斯曼利斯普隊則在附加賽半決賽中被淘汰出局。
在土耳其盃之比賽中，安卡拉克喬倫古庫SK隊、Etimesgut Belediyespor、真格拿拜列治隊和MKE安卡華高古隊皆成功晉級至第五輪。
目前MKE安卡拉高古與真格拿拜列治的比賽在埃爾亞曼體育場進行；奧斯曼利斯普的比賽則在奧斯曼利體育場進行。

### 篮球[214]
繼1959年在伊斯坦堡舉辦的歐洲籃球錦標賽後，土耳其於2001年得以再次舉辦。土耳其的土耳其國家男子籃球隊在與南斯拉夫的冠軍賽中獲得亞軍。
Türk Telekom贏得共3次主場盃，兩次土耳其盃。安卡拉體育館的多功能籃球場建於2010年，曾舉辦過2010年世界籃球錦標賽。

### 排球[218]
2018-19賽季結束時，Halkbank在土耳其男排超級盃獲得第二；Spor Toto在土耳其男排盃獲得第三，第二個於土耳其男排超級盃獲得第二；Ziraat Bankası SK成為第八個在巴爾幹聯賽獲得冠軍的球隊。Karayolları在女子超級聯賽中排名第9，Halkbank則被降級。

### 手球[219]
2018-19賽季結束時，Maliye Piyango SK成為該賽季第9名，MYK Handball SK成為超級聯賽男子組第11名。此時BB安卡拉體育已經宣布退出體壇。

### 其他運動
安卡拉青年和體育局在全省支持各種業餘體育活動。他在安卡拉市內野各種體育設施，包括田徑、體操、自行車、溜冰、擊劍、柔道、跆拳道、空手道、手球、騎馬、角力、騎車、游泳。其中，埃爾馬達有可供滑雪的地方，其他地方則有各種的體育館與相關設施。

## 友好城市
安卡拉有47個友好城市。在伊茲密爾街上，有一座紀錄到2003年的安卡拉友好城市紀念碑。

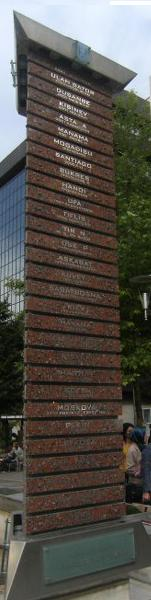
在伊茲密爾街上的安卡拉友好城市紀念碑（只記錄到2003年）

| 亞洲 首爾 · 巴基斯坦伊斯蘭瑪巴德 · 马来西亚吉隆坡 · 中國北京 · 比斯凱克 · 约旦安曼 · 科威特科威特市 · 阿什哈巴特 · 巴林麥納瑪 · 阿斯塔納 · 阿富汗喀布爾 · 蒙古国烏蘭巴托 · 杜尚貝 · 塔什干 · 葉門沙那 · 叙利亚大馬士革 · 越南河內 · 泰國曼谷 · 伊朗德黑蘭 · 杜哈 | 歐洲 北賽普勒斯里佐卡爾帕索 · 北賽普勒斯尼古西亞 · 保加利亚索菲亞 · 俄羅斯莫斯科 · 捷克布拉格 · 乌克兰基輔 · 塞拉耶佛 · 阿尔巴尼亚地拉那 · 北馬其頓史高比耶 · 提比里斯 · 巴什科尔托斯坦共和国烏法 · 羅馬尼亞布加勒斯特 · 科索沃普里斯提納 · 摩尔多瓦基希涅夫 · 白俄羅斯明斯克 · 札格瑞布 · 奥地利維也納 · 鞑靼斯坦共和国喀山 · 斯洛維尼亞盧比安納 · 匈牙利布達佩斯 | 非洲 苏丹喀土穆 · 刚果民主共和国金夏沙 · 衣索比亞阿的斯阿貝巴 · 比索 · 莫桑比克馬布多 美洲 古巴哈瓦那 · 美国華盛頓特區 |